# Defensa siciliana, variant Najdorf
La Variant Najdorf (|ˈ|n|aɪ|d|ɔr|f) de la defensa siciliana és una de les obertures d'escacs més respectades i profundament estudiades. Modern Chess Openings l'anomena el "Cadillac" o "Rolls-Royce" de les obertures d'escacs. L'obertura porta el nom en honor del Gran Mestre polonès i argentí Miguel Najdorf. Molts jugadors han jugat la Najdorf (especialment Bobby Fischer i Garri Kaspàrov, tot i que Kaspàrov solia transposar-la en una Scheveningen).
La Najdorf comença per:
1. e4 c5
2. Cf3 d6
3. d4 cxd4
4. Cxd4 Cf6
5. Cc3 a6
Amb 5...a6 les negres pretenen evitar que el cavall o l'alfil de les blanques prenguin la casella b5 mentre mantenen un desenvolupament flexible. Si les negres juguen tot seguit 5...e5?!, aleshores 6.Ab5+! Ad7 (o 6...Cbd7 7.Cf5) 7.Axd7+ Cbxd7 8.Cf5 i el cavall de f5 és difícil de treure'l sense concessions.
El pla de les negres és començar l'atac de minories al flanc de dama i exercir pressió sobre el peó d'e4. Això es realitza sovint per mitjà de ...b5, ...Ab7, i col·locant el cavall a c5, o c4 via b6.

## Variants

### Línia principal: 6.Ag5

#### Línia principal clàssica: 6...e6
|   | a | b | c | d | e | f | g | h |   |
| 8 | a8 negres torre · b8 negres cavall · c8 negres alfil · d8 negres dama · e8 negres rei · f8 negres alfil · h8 negres torre · b7 negres peó · f7 negres peó · g7 negres peó · h7 negres peó · a6 negres peó · d6 negres peó · e6 negres peó · f6 negres cavall · g5 blanques alfil · d4 blanques cavall · e4 blanques peó · f4 blanques peó · c3 blanques cavall · a2 blanques peó · b2 blanques peó · c2 blanques peó · g2 blanques peó · h2 blanques peó · a1 blanques torre · d1 blanques dama · e1 blanques rei · f1 blanques alfil · h1 blanques torre | a8 negres torre · b8 negres cavall · c8 negres alfil · d8 negres dama · e8 negres rei · f8 negres alfil · h8 negres torre · b7 negres peó · f7 negres peó · g7 negres peó · h7 negres peó · a6 negres peó · d6 negres peó · e6 negres peó · f6 negres cavall · g5 blanques alfil · d4 blanques cavall · e4 blanques peó · f4 blanques peó · c3 blanques cavall · a2 blanques peó · b2 blanques peó · c2 blanques peó · g2 blanques peó · h2 blanques peó · a1 blanques torre · d1 blanques dama · e1 blanques rei · f1 blanques alfil · h1 blanques torre | a8 negres torre · b8 negres cavall · c8 negres alfil · d8 negres dama · e8 negres rei · f8 negres alfil · h8 negres torre · b7 negres peó · f7 negres peó · g7 negres peó · h7 negres peó · a6 negres peó · d6 negres peó · e6 negres peó · f6 negres cavall · g5 blanques alfil · d4 blanques cavall · e4 blanques peó · f4 blanques peó · c3 blanques cavall · a2 blanques peó · b2 blanques peó · c2 blanques peó · g2 blanques peó · h2 blanques peó · a1 blanques torre · d1 blanques dama · e1 blanques rei · f1 blanques alfil · h1 blanques torre | a8 negres torre · b8 negres cavall · c8 negres alfil · d8 negres dama · e8 negres rei · f8 negres alfil · h8 negres torre · b7 negres peó · f7 negres peó · g7 negres peó · h7 negres peó · a6 negres peó · d6 negres peó · e6 negres peó · f6 negres cavall · g5 blanques alfil · d4 blanques cavall · e4 blanques peó · f4 blanques peó · c3 blanques cavall · a2 blanques peó · b2 blanques peó · c2 blanques peó · g2 blanques peó · h2 blanques peó · a1 blanques torre · d1 blanques dama · e1 blanques rei · f1 blanques alfil · h1 blanques torre | a8 negres torre · b8 negres cavall · c8 negres alfil · d8 negres dama · e8 negres rei · f8 negres alfil · h8 negres torre · b7 negres peó · f7 negres peó · g7 negres peó · h7 negres peó · a6 negres peó · d6 negres peó · e6 negres peó · f6 negres cavall · g5 blanques alfil · d4 blanques cavall · e4 blanques peó · f4 blanques peó · c3 blanques cavall · a2 blanques peó · b2 blanques peó · c2 blanques peó · g2 blanques peó · h2 blanques peó · a1 blanques torre · d1 blanques dama · e1 blanques rei · f1 blanques alfil · h1 blanques torre | a8 negres torre · b8 negres cavall · c8 negres alfil · d8 negres dama · e8 negres rei · f8 negres alfil · h8 negres torre · b7 negres peó · f7 negres peó · g7 negres peó · h7 negres peó · a6 negres peó · d6 negres peó · e6 negres peó · f6 negres cavall · g5 blanques alfil · d4 blanques cavall · e4 blanques peó · f4 blanques peó · c3 blanques cavall · a2 blanques peó · b2 blanques peó · c2 blanques peó · g2 blanques peó · h2 blanques peó · a1 blanques torre · d1 blanques dama · e1 blanques rei · f1 blanques alfil · h1 blanques torre | a8 negres torre · b8 negres cavall · c8 negres alfil · d8 negres dama · e8 negres rei · f8 negres alfil · h8 negres torre · b7 negres peó · f7 negres peó · g7 negres peó · h7 negres peó · a6 negres peó · d6 negres peó · e6 negres peó · f6 negres cavall · g5 blanques alfil · d4 blanques cavall · e4 blanques peó · f4 blanques peó · c3 blanques cavall · a2 blanques peó · b2 blanques peó · c2 blanques peó · g2 blanques peó · h2 blanques peó · a1 blanques torre · d1 blanques dama · e1 blanques rei · f1 blanques alfil · h1 blanques torre | a8 negres torre · b8 negres cavall · c8 negres alfil · d8 negres dama · e8 negres rei · f8 negres alfil · h8 negres torre · b7 negres peó · f7 negres peó · g7 negres peó · h7 negres peó · a6 negres peó · d6 negres peó · e6 negres peó · f6 negres cavall · g5 blanques alfil · d4 blanques cavall · e4 blanques peó · f4 blanques peó · c3 blanques cavall · a2 blanques peó · b2 blanques peó · c2 blanques peó · g2 blanques peó · h2 blanques peó · a1 blanques torre · d1 blanques dama · e1 blanques rei · f1 blanques alfil · h1 blanques torre | 8 |
| 7 | a8 negres torre · b8 negres cavall · c8 negres alfil · d8 negres dama · e8 negres rei · f8 negres alfil · h8 negres torre · b7 negres peó · f7 negres peó · g7 negres peó · h7 negres peó · a6 negres peó · d6 negres peó · e6 negres peó · f6 negres cavall · g5 blanques alfil · d4 blanques cavall · e4 blanques peó · f4 blanques peó · c3 blanques cavall · a2 blanques peó · b2 blanques peó · c2 blanques peó · g2 blanques peó · h2 blanques peó · a1 blanques torre · d1 blanques dama · e1 blanques rei · f1 blanques alfil · h1 blanques torre | a8 negres torre · b8 negres cavall · c8 negres alfil · d8 negres dama · e8 negres rei · f8 negres alfil · h8 negres torre · b7 negres peó · f7 negres peó · g7 negres peó · h7 negres peó · a6 negres peó · d6 negres peó · e6 negres peó · f6 negres cavall · g5 blanques alfil · d4 blanques cavall · e4 blanques peó · f4 blanques peó · c3 blanques cavall · a2 blanques peó · b2 blanques peó · c2 blanques peó · g2 blanques peó · h2 blanques peó · a1 blanques torre · d1 blanques dama · e1 blanques rei · f1 blanques alfil · h1 blanques torre | a8 negres torre · b8 negres cavall · c8 negres alfil · d8 negres dama · e8 negres rei · f8 negres alfil · h8 negres torre · b7 negres peó · f7 negres peó · g7 negres peó · h7 negres peó · a6 negres peó · d6 negres peó · e6 negres peó · f6 negres cavall · g5 blanques alfil · d4 blanques cavall · e4 blanques peó · f4 blanques peó · c3 blanques cavall · a2 blanques peó · b2 blanques peó · c2 blanques peó · g2 blanques peó · h2 blanques peó · a1 blanques torre · d1 blanques dama · e1 blanques rei · f1 blanques alfil · h1 blanques torre | a8 negres torre · b8 negres cavall · c8 negres alfil · d8 negres dama · e8 negres rei · f8 negres alfil · h8 negres torre · b7 negres peó · f7 negres peó · g7 negres peó · h7 negres peó · a6 negres peó · d6 negres peó · e6 negres peó · f6 negres cavall · g5 blanques alfil · d4 blanques cavall · e4 blanques peó · f4 blanques peó · c3 blanques cavall · a2 blanques peó · b2 blanques peó · c2 blanques peó · g2 blanques peó · h2 blanques peó · a1 blanques torre · d1 blanques dama · e1 blanques rei · f1 blanques alfil · h1 blanques torre | a8 negres torre · b8 negres cavall · c8 negres alfil · d8 negres dama · e8 negres rei · f8 negres alfil · h8 negres torre · b7 negres peó · f7 negres peó · g7 negres peó · h7 negres peó · a6 negres peó · d6 negres peó · e6 negres peó · f6 negres cavall · g5 blanques alfil · d4 blanques cavall · e4 blanques peó · f4 blanques peó · c3 blanques cavall · a2 blanques peó · b2 blanques peó · c2 blanques peó · g2 blanques peó · h2 blanques peó · a1 blanques torre · d1 blanques dama · e1 blanques rei · f1 blanques alfil · h1 blanques torre | a8 negres torre · b8 negres cavall · c8 negres alfil · d8 negres dama · e8 negres rei · f8 negres alfil · h8 negres torre · b7 negres peó · f7 negres peó · g7 negres peó · h7 negres peó · a6 negres peó · d6 negres peó · e6 negres peó · f6 negres cavall · g5 blanques alfil · d4 blanques cavall · e4 blanques peó · f4 blanques peó · c3 blanques cavall · a2 blanques peó · b2 blanques peó · c2 blanques peó · g2 blanques peó · h2 blanques peó · a1 blanques torre · d1 blanques dama · e1 blanques rei · f1 blanques alfil · h1 blanques torre | a8 negres torre · b8 negres cavall · c8 negres alfil · d8 negres dama · e8 negres rei · f8 negres alfil · h8 negres torre · b7 negres peó · f7 negres peó · g7 negres peó · h7 negres peó · a6 negres peó · d6 negres peó · e6 negres peó · f6 negres cavall · g5 blanques alfil · d4 blanques cavall · e4 blanques peó · f4 blanques peó · c3 blanques cavall · a2 blanques peó · b2 blanques peó · c2 blanques peó · g2 blanques peó · h2 blanques peó · a1 blanques torre · d1 blanques dama · e1 blanques rei · f1 blanques alfil · h1 blanques torre | a8 negres torre · b8 negres cavall · c8 negres alfil · d8 negres dama · e8 negres rei · f8 negres alfil · h8 negres torre · b7 negres peó · f7 negres peó · g7 negres peó · h7 negres peó · a6 negres peó · d6 negres peó · e6 negres peó · f6 negres cavall · g5 blanques alfil · d4 blanques cavall · e4 blanques peó · f4 blanques peó · c3 blanques cavall · a2 blanques peó · b2 blanques peó · c2 blanques peó · g2 blanques peó · h2 blanques peó · a1 blanques torre · d1 blanques dama · e1 blanques rei · f1 blanques alfil · h1 blanques torre | 7 |
| 6 | a8 negres torre · b8 negres cavall · c8 negres alfil · d8 negres dama · e8 negres rei · f8 negres alfil · h8 negres torre · b7 negres peó · f7 negres peó · g7 negres peó · h7 negres peó · a6 negres peó · d6 negres peó · e6 negres peó · f6 negres cavall · g5 blanques alfil · d4 blanques cavall · e4 blanques peó · f4 blanques peó · c3 blanques cavall · a2 blanques peó · b2 blanques peó · c2 blanques peó · g2 blanques peó · h2 blanques peó · a1 blanques torre · d1 blanques dama · e1 blanques rei · f1 blanques alfil · h1 blanques torre | a8 negres torre · b8 negres cavall · c8 negres alfil · d8 negres dama · e8 negres rei · f8 negres alfil · h8 negres torre · b7 negres peó · f7 negres peó · g7 negres peó · h7 negres peó · a6 negres peó · d6 negres peó · e6 negres peó · f6 negres cavall · g5 blanques alfil · d4 blanques cavall · e4 blanques peó · f4 blanques peó · c3 blanques cavall · a2 blanques peó · b2 blanques peó · c2 blanques peó · g2 blanques peó · h2 blanques peó · a1 blanques torre · d1 blanques dama · e1 blanques rei · f1 blanques alfil · h1 blanques torre | a8 negres torre · b8 negres cavall · c8 negres alfil · d8 negres dama · e8 negres rei · f8 negres alfil · h8 negres torre · b7 negres peó · f7 negres peó · g7 negres peó · h7 negres peó · a6 negres peó · d6 negres peó · e6 negres peó · f6 negres cavall · g5 blanques alfil · d4 blanques cavall · e4 blanques peó · f4 blanques peó · c3 blanques cavall · a2 blanques peó · b2 blanques peó · c2 blanques peó · g2 blanques peó · h2 blanques peó · a1 blanques torre · d1 blanques dama · e1 blanques rei · f1 blanques alfil · h1 blanques torre | a8 negres torre · b8 negres cavall · c8 negres alfil · d8 negres dama · e8 negres rei · f8 negres alfil · h8 negres torre · b7 negres peó · f7 negres peó · g7 negres peó · h7 negres peó · a6 negres peó · d6 negres peó · e6 negres peó · f6 negres cavall · g5 blanques alfil · d4 blanques cavall · e4 blanques peó · f4 blanques peó · c3 blanques cavall · a2 blanques peó · b2 blanques peó · c2 blanques peó · g2 blanques peó · h2 blanques peó · a1 blanques torre · d1 blanques dama · e1 blanques rei · f1 blanques alfil · h1 blanques torre | a8 negres torre · b8 negres cavall · c8 negres alfil · d8 negres dama · e8 negres rei · f8 negres alfil · h8 negres torre · b7 negres peó · f7 negres peó · g7 negres peó · h7 negres peó · a6 negres peó · d6 negres peó · e6 negres peó · f6 negres cavall · g5 blanques alfil · d4 blanques cavall · e4 blanques peó · f4 blanques peó · c3 blanques cavall · a2 blanques peó · b2 blanques peó · c2 blanques peó · g2 blanques peó · h2 blanques peó · a1 blanques torre · d1 blanques dama · e1 blanques rei · f1 blanques alfil · h1 blanques torre | a8 negres torre · b8 negres cavall · c8 negres alfil · d8 negres dama · e8 negres rei · f8 negres alfil · h8 negres torre · b7 negres peó · f7 negres peó · g7 negres peó · h7 negres peó · a6 negres peó · d6 negres peó · e6 negres peó · f6 negres cavall · g5 blanques alfil · d4 blanques cavall · e4 blanques peó · f4 blanques peó · c3 blanques cavall · a2 blanques peó · b2 blanques peó · c2 blanques peó · g2 blanques peó · h2 blanques peó · a1 blanques torre · d1 blanques dama · e1 blanques rei · f1 blanques alfil · h1 blanques torre | a8 negres torre · b8 negres cavall · c8 negres alfil · d8 negres dama · e8 negres rei · f8 negres alfil · h8 negres torre · b7 negres peó · f7 negres peó · g7 negres peó · h7 negres peó · a6 negres peó · d6 negres peó · e6 negres peó · f6 negres cavall · g5 blanques alfil · d4 blanques cavall · e4 blanques peó · f4 blanques peó · c3 blanques cavall · a2 blanques peó · b2 blanques peó · c2 blanques peó · g2 blanques peó · h2 blanques peó · a1 blanques torre · d1 blanques dama · e1 blanques rei · f1 blanques alfil · h1 blanques torre | a8 negres torre · b8 negres cavall · c8 negres alfil · d8 negres dama · e8 negres rei · f8 negres alfil · h8 negres torre · b7 negres peó · f7 negres peó · g7 negres peó · h7 negres peó · a6 negres peó · d6 negres peó · e6 negres peó · f6 negres cavall · g5 blanques alfil · d4 blanques cavall · e4 blanques peó · f4 blanques peó · c3 blanques cavall · a2 blanques peó · b2 blanques peó · c2 blanques peó · g2 blanques peó · h2 blanques peó · a1 blanques torre · d1 blanques dama · e1 blanques rei · f1 blanques alfil · h1 blanques torre | 6 |
| 5 | a8 negres torre · b8 negres cavall · c8 negres alfil · d8 negres dama · e8 negres rei · f8 negres alfil · h8 negres torre · b7 negres peó · f7 negres peó · g7 negres peó · h7 negres peó · a6 negres peó · d6 negres peó · e6 negres peó · f6 negres cavall · g5 blanques alfil · d4 blanques cavall · e4 blanques peó · f4 blanques peó · c3 blanques cavall · a2 blanques peó · b2 blanques peó · c2 blanques peó · g2 blanques peó · h2 blanques peó · a1 blanques torre · d1 blanques dama · e1 blanques rei · f1 blanques alfil · h1 blanques torre | a8 negres torre · b8 negres cavall · c8 negres alfil · d8 negres dama · e8 negres rei · f8 negres alfil · h8 negres torre · b7 negres peó · f7 negres peó · g7 negres peó · h7 negres peó · a6 negres peó · d6 negres peó · e6 negres peó · f6 negres cavall · g5 blanques alfil · d4 blanques cavall · e4 blanques peó · f4 blanques peó · c3 blanques cavall · a2 blanques peó · b2 blanques peó · c2 blanques peó · g2 blanques peó · h2 blanques peó · a1 blanques torre · d1 blanques dama · e1 blanques rei · f1 blanques alfil · h1 blanques torre | a8 negres torre · b8 negres cavall · c8 negres alfil · d8 negres dama · e8 negres rei · f8 negres alfil · h8 negres torre · b7 negres peó · f7 negres peó · g7 negres peó · h7 negres peó · a6 negres peó · d6 negres peó · e6 negres peó · f6 negres cavall · g5 blanques alfil · d4 blanques cavall · e4 blanques peó · f4 blanques peó · c3 blanques cavall · a2 blanques peó · b2 blanques peó · c2 blanques peó · g2 blanques peó · h2 blanques peó · a1 blanques torre · d1 blanques dama · e1 blanques rei · f1 blanques alfil · h1 blanques torre | a8 negres torre · b8 negres cavall · c8 negres alfil · d8 negres dama · e8 negres rei · f8 negres alfil · h8 negres torre · b7 negres peó · f7 negres peó · g7 negres peó · h7 negres peó · a6 negres peó · d6 negres peó · e6 negres peó · f6 negres cavall · g5 blanques alfil · d4 blanques cavall · e4 blanques peó · f4 blanques peó · c3 blanques cavall · a2 blanques peó · b2 blanques peó · c2 blanques peó · g2 blanques peó · h2 blanques peó · a1 blanques torre · d1 blanques dama · e1 blanques rei · f1 blanques alfil · h1 blanques torre | a8 negres torre · b8 negres cavall · c8 negres alfil · d8 negres dama · e8 negres rei · f8 negres alfil · h8 negres torre · b7 negres peó · f7 negres peó · g7 negres peó · h7 negres peó · a6 negres peó · d6 negres peó · e6 negres peó · f6 negres cavall · g5 blanques alfil · d4 blanques cavall · e4 blanques peó · f4 blanques peó · c3 blanques cavall · a2 blanques peó · b2 blanques peó · c2 blanques peó · g2 blanques peó · h2 blanques peó · a1 blanques torre · d1 blanques dama · e1 blanques rei · f1 blanques alfil · h1 blanques torre | a8 negres torre · b8 negres cavall · c8 negres alfil · d8 negres dama · e8 negres rei · f8 negres alfil · h8 negres torre · b7 negres peó · f7 negres peó · g7 negres peó · h7 negres peó · a6 negres peó · d6 negres peó · e6 negres peó · f6 negres cavall · g5 blanques alfil · d4 blanques cavall · e4 blanques peó · f4 blanques peó · c3 blanques cavall · a2 blanques peó · b2 blanques peó · c2 blanques peó · g2 blanques peó · h2 blanques peó · a1 blanques torre · d1 blanques dama · e1 blanques rei · f1 blanques alfil · h1 blanques torre | a8 negres torre · b8 negres cavall · c8 negres alfil · d8 negres dama · e8 negres rei · f8 negres alfil · h8 negres torre · b7 negres peó · f7 negres peó · g7 negres peó · h7 negres peó · a6 negres peó · d6 negres peó · e6 negres peó · f6 negres cavall · g5 blanques alfil · d4 blanques cavall · e4 blanques peó · f4 blanques peó · c3 blanques cavall · a2 blanques peó · b2 blanques peó · c2 blanques peó · g2 blanques peó · h2 blanques peó · a1 blanques torre · d1 blanques dama · e1 blanques rei · f1 blanques alfil · h1 blanques torre | a8 negres torre · b8 negres cavall · c8 negres alfil · d8 negres dama · e8 negres rei · f8 negres alfil · h8 negres torre · b7 negres peó · f7 negres peó · g7 negres peó · h7 negres peó · a6 negres peó · d6 negres peó · e6 negres peó · f6 negres cavall · g5 blanques alfil · d4 blanques cavall · e4 blanques peó · f4 blanques peó · c3 blanques cavall · a2 blanques peó · b2 blanques peó · c2 blanques peó · g2 blanques peó · h2 blanques peó · a1 blanques torre · d1 blanques dama · e1 blanques rei · f1 blanques alfil · h1 blanques torre | 5 |
| 4 | a8 negres torre · b8 negres cavall · c8 negres alfil · d8 negres dama · e8 negres rei · f8 negres alfil · h8 negres torre · b7 negres peó · f7 negres peó · g7 negres peó · h7 negres peó · a6 negres peó · d6 negres peó · e6 negres peó · f6 negres cavall · g5 blanques alfil · d4 blanques cavall · e4 blanques peó · f4 blanques peó · c3 blanques cavall · a2 blanques peó · b2 blanques peó · c2 blanques peó · g2 blanques peó · h2 blanques peó · a1 blanques torre · d1 blanques dama · e1 blanques rei · f1 blanques alfil · h1 blanques torre | a8 negres torre · b8 negres cavall · c8 negres alfil · d8 negres dama · e8 negres rei · f8 negres alfil · h8 negres torre · b7 negres peó · f7 negres peó · g7 negres peó · h7 negres peó · a6 negres peó · d6 negres peó · e6 negres peó · f6 negres cavall · g5 blanques alfil · d4 blanques cavall · e4 blanques peó · f4 blanques peó · c3 blanques cavall · a2 blanques peó · b2 blanques peó · c2 blanques peó · g2 blanques peó · h2 blanques peó · a1 blanques torre · d1 blanques dama · e1 blanques rei · f1 blanques alfil · h1 blanques torre | a8 negres torre · b8 negres cavall · c8 negres alfil · d8 negres dama · e8 negres rei · f8 negres alfil · h8 negres torre · b7 negres peó · f7 negres peó · g7 negres peó · h7 negres peó · a6 negres peó · d6 negres peó · e6 negres peó · f6 negres cavall · g5 blanques alfil · d4 blanques cavall · e4 blanques peó · f4 blanques peó · c3 blanques cavall · a2 blanques peó · b2 blanques peó · c2 blanques peó · g2 blanques peó · h2 blanques peó · a1 blanques torre · d1 blanques dama · e1 blanques rei · f1 blanques alfil · h1 blanques torre | a8 negres torre · b8 negres cavall · c8 negres alfil · d8 negres dama · e8 negres rei · f8 negres alfil · h8 negres torre · b7 negres peó · f7 negres peó · g7 negres peó · h7 negres peó · a6 negres peó · d6 negres peó · e6 negres peó · f6 negres cavall · g5 blanques alfil · d4 blanques cavall · e4 blanques peó · f4 blanques peó · c3 blanques cavall · a2 blanques peó · b2 blanques peó · c2 blanques peó · g2 blanques peó · h2 blanques peó · a1 blanques torre · d1 blanques dama · e1 blanques rei · f1 blanques alfil · h1 blanques torre | a8 negres torre · b8 negres cavall · c8 negres alfil · d8 negres dama · e8 negres rei · f8 negres alfil · h8 negres torre · b7 negres peó · f7 negres peó · g7 negres peó · h7 negres peó · a6 negres peó · d6 negres peó · e6 negres peó · f6 negres cavall · g5 blanques alfil · d4 blanques cavall · e4 blanques peó · f4 blanques peó · c3 blanques cavall · a2 blanques peó · b2 blanques peó · c2 blanques peó · g2 blanques peó · h2 blanques peó · a1 blanques torre · d1 blanques dama · e1 blanques rei · f1 blanques alfil · h1 blanques torre | a8 negres torre · b8 negres cavall · c8 negres alfil · d8 negres dama · e8 negres rei · f8 negres alfil · h8 negres torre · b7 negres peó · f7 negres peó · g7 negres peó · h7 negres peó · a6 negres peó · d6 negres peó · e6 negres peó · f6 negres cavall · g5 blanques alfil · d4 blanques cavall · e4 blanques peó · f4 blanques peó · c3 blanques cavall · a2 blanques peó · b2 blanques peó · c2 blanques peó · g2 blanques peó · h2 blanques peó · a1 blanques torre · d1 blanques dama · e1 blanques rei · f1 blanques alfil · h1 blanques torre | a8 negres torre · b8 negres cavall · c8 negres alfil · d8 negres dama · e8 negres rei · f8 negres alfil · h8 negres torre · b7 negres peó · f7 negres peó · g7 negres peó · h7 negres peó · a6 negres peó · d6 negres peó · e6 negres peó · f6 negres cavall · g5 blanques alfil · d4 blanques cavall · e4 blanques peó · f4 blanques peó · c3 blanques cavall · a2 blanques peó · b2 blanques peó · c2 blanques peó · g2 blanques peó · h2 blanques peó · a1 blanques torre · d1 blanques dama · e1 blanques rei · f1 blanques alfil · h1 blanques torre | a8 negres torre · b8 negres cavall · c8 negres alfil · d8 negres dama · e8 negres rei · f8 negres alfil · h8 negres torre · b7 negres peó · f7 negres peó · g7 negres peó · h7 negres peó · a6 negres peó · d6 negres peó · e6 negres peó · f6 negres cavall · g5 blanques alfil · d4 blanques cavall · e4 blanques peó · f4 blanques peó · c3 blanques cavall · a2 blanques peó · b2 blanques peó · c2 blanques peó · g2 blanques peó · h2 blanques peó · a1 blanques torre · d1 blanques dama · e1 blanques rei · f1 blanques alfil · h1 blanques torre | 4 |
| 3 | a8 negres torre · b8 negres cavall · c8 negres alfil · d8 negres dama · e8 negres rei · f8 negres alfil · h8 negres torre · b7 negres peó · f7 negres peó · g7 negres peó · h7 negres peó · a6 negres peó · d6 negres peó · e6 negres peó · f6 negres cavall · g5 blanques alfil · d4 blanques cavall · e4 blanques peó · f4 blanques peó · c3 blanques cavall · a2 blanques peó · b2 blanques peó · c2 blanques peó · g2 blanques peó · h2 blanques peó · a1 blanques torre · d1 blanques dama · e1 blanques rei · f1 blanques alfil · h1 blanques torre | a8 negres torre · b8 negres cavall · c8 negres alfil · d8 negres dama · e8 negres rei · f8 negres alfil · h8 negres torre · b7 negres peó · f7 negres peó · g7 negres peó · h7 negres peó · a6 negres peó · d6 negres peó · e6 negres peó · f6 negres cavall · g5 blanques alfil · d4 blanques cavall · e4 blanques peó · f4 blanques peó · c3 blanques cavall · a2 blanques peó · b2 blanques peó · c2 blanques peó · g2 blanques peó · h2 blanques peó · a1 blanques torre · d1 blanques dama · e1 blanques rei · f1 blanques alfil · h1 blanques torre | a8 negres torre · b8 negres cavall · c8 negres alfil · d8 negres dama · e8 negres rei · f8 negres alfil · h8 negres torre · b7 negres peó · f7 negres peó · g7 negres peó · h7 negres peó · a6 negres peó · d6 negres peó · e6 negres peó · f6 negres cavall · g5 blanques alfil · d4 blanques cavall · e4 blanques peó · f4 blanques peó · c3 blanques cavall · a2 blanques peó · b2 blanques peó · c2 blanques peó · g2 blanques peó · h2 blanques peó · a1 blanques torre · d1 blanques dama · e1 blanques rei · f1 blanques alfil · h1 blanques torre | a8 negres torre · b8 negres cavall · c8 negres alfil · d8 negres dama · e8 negres rei · f8 negres alfil · h8 negres torre · b7 negres peó · f7 negres peó · g7 negres peó · h7 negres peó · a6 negres peó · d6 negres peó · e6 negres peó · f6 negres cavall · g5 blanques alfil · d4 blanques cavall · e4 blanques peó · f4 blanques peó · c3 blanques cavall · a2 blanques peó · b2 blanques peó · c2 blanques peó · g2 blanques peó · h2 blanques peó · a1 blanques torre · d1 blanques dama · e1 blanques rei · f1 blanques alfil · h1 blanques torre | a8 negres torre · b8 negres cavall · c8 negres alfil · d8 negres dama · e8 negres rei · f8 negres alfil · h8 negres torre · b7 negres peó · f7 negres peó · g7 negres peó · h7 negres peó · a6 negres peó · d6 negres peó · e6 negres peó · f6 negres cavall · g5 blanques alfil · d4 blanques cavall · e4 blanques peó · f4 blanques peó · c3 blanques cavall · a2 blanques peó · b2 blanques peó · c2 blanques peó · g2 blanques peó · h2 blanques peó · a1 blanques torre · d1 blanques dama · e1 blanques rei · f1 blanques alfil · h1 blanques torre | a8 negres torre · b8 negres cavall · c8 negres alfil · d8 negres dama · e8 negres rei · f8 negres alfil · h8 negres torre · b7 negres peó · f7 negres peó · g7 negres peó · h7 negres peó · a6 negres peó · d6 negres peó · e6 negres peó · f6 negres cavall · g5 blanques alfil · d4 blanques cavall · e4 blanques peó · f4 blanques peó · c3 blanques cavall · a2 blanques peó · b2 blanques peó · c2 blanques peó · g2 blanques peó · h2 blanques peó · a1 blanques torre · d1 blanques dama · e1 blanques rei · f1 blanques alfil · h1 blanques torre | a8 negres torre · b8 negres cavall · c8 negres alfil · d8 negres dama · e8 negres rei · f8 negres alfil · h8 negres torre · b7 negres peó · f7 negres peó · g7 negres peó · h7 negres peó · a6 negres peó · d6 negres peó · e6 negres peó · f6 negres cavall · g5 blanques alfil · d4 blanques cavall · e4 blanques peó · f4 blanques peó · c3 blanques cavall · a2 blanques peó · b2 blanques peó · c2 blanques peó · g2 blanques peó · h2 blanques peó · a1 blanques torre · d1 blanques dama · e1 blanques rei · f1 blanques alfil · h1 blanques torre | a8 negres torre · b8 negres cavall · c8 negres alfil · d8 negres dama · e8 negres rei · f8 negres alfil · h8 negres torre · b7 negres peó · f7 negres peó · g7 negres peó · h7 negres peó · a6 negres peó · d6 negres peó · e6 negres peó · f6 negres cavall · g5 blanques alfil · d4 blanques cavall · e4 blanques peó · f4 blanques peó · c3 blanques cavall · a2 blanques peó · b2 blanques peó · c2 blanques peó · g2 blanques peó · h2 blanques peó · a1 blanques torre · d1 blanques dama · e1 blanques rei · f1 blanques alfil · h1 blanques torre | 3 |
| 2 | a8 negres torre · b8 negres cavall · c8 negres alfil · d8 negres dama · e8 negres rei · f8 negres alfil · h8 negres torre · b7 negres peó · f7 negres peó · g7 negres peó · h7 negres peó · a6 negres peó · d6 negres peó · e6 negres peó · f6 negres cavall · g5 blanques alfil · d4 blanques cavall · e4 blanques peó · f4 blanques peó · c3 blanques cavall · a2 blanques peó · b2 blanques peó · c2 blanques peó · g2 blanques peó · h2 blanques peó · a1 blanques torre · d1 blanques dama · e1 blanques rei · f1 blanques alfil · h1 blanques torre | a8 negres torre · b8 negres cavall · c8 negres alfil · d8 negres dama · e8 negres rei · f8 negres alfil · h8 negres torre · b7 negres peó · f7 negres peó · g7 negres peó · h7 negres peó · a6 negres peó · d6 negres peó · e6 negres peó · f6 negres cavall · g5 blanques alfil · d4 blanques cavall · e4 blanques peó · f4 blanques peó · c3 blanques cavall · a2 blanques peó · b2 blanques peó · c2 blanques peó · g2 blanques peó · h2 blanques peó · a1 blanques torre · d1 blanques dama · e1 blanques rei · f1 blanques alfil · h1 blanques torre | a8 negres torre · b8 negres cavall · c8 negres alfil · d8 negres dama · e8 negres rei · f8 negres alfil · h8 negres torre · b7 negres peó · f7 negres peó · g7 negres peó · h7 negres peó · a6 negres peó · d6 negres peó · e6 negres peó · f6 negres cavall · g5 blanques alfil · d4 blanques cavall · e4 blanques peó · f4 blanques peó · c3 blanques cavall · a2 blanques peó · b2 blanques peó · c2 blanques peó · g2 blanques peó · h2 blanques peó · a1 blanques torre · d1 blanques dama · e1 blanques rei · f1 blanques alfil · h1 blanques torre | a8 negres torre · b8 negres cavall · c8 negres alfil · d8 negres dama · e8 negres rei · f8 negres alfil · h8 negres torre · b7 negres peó · f7 negres peó · g7 negres peó · h7 negres peó · a6 negres peó · d6 negres peó · e6 negres peó · f6 negres cavall · g5 blanques alfil · d4 blanques cavall · e4 blanques peó · f4 blanques peó · c3 blanques cavall · a2 blanques peó · b2 blanques peó · c2 blanques peó · g2 blanques peó · h2 blanques peó · a1 blanques torre · d1 blanques dama · e1 blanques rei · f1 blanques alfil · h1 blanques torre | a8 negres torre · b8 negres cavall · c8 negres alfil · d8 negres dama · e8 negres rei · f8 negres alfil · h8 negres torre · b7 negres peó · f7 negres peó · g7 negres peó · h7 negres peó · a6 negres peó · d6 negres peó · e6 negres peó · f6 negres cavall · g5 blanques alfil · d4 blanques cavall · e4 blanques peó · f4 blanques peó · c3 blanques cavall · a2 blanques peó · b2 blanques peó · c2 blanques peó · g2 blanques peó · h2 blanques peó · a1 blanques torre · d1 blanques dama · e1 blanques rei · f1 blanques alfil · h1 blanques torre | a8 negres torre · b8 negres cavall · c8 negres alfil · d8 negres dama · e8 negres rei · f8 negres alfil · h8 negres torre · b7 negres peó · f7 negres peó · g7 negres peó · h7 negres peó · a6 negres peó · d6 negres peó · e6 negres peó · f6 negres cavall · g5 blanques alfil · d4 blanques cavall · e4 blanques peó · f4 blanques peó · c3 blanques cavall · a2 blanques peó · b2 blanques peó · c2 blanques peó · g2 blanques peó · h2 blanques peó · a1 blanques torre · d1 blanques dama · e1 blanques rei · f1 blanques alfil · h1 blanques torre | a8 negres torre · b8 negres cavall · c8 negres alfil · d8 negres dama · e8 negres rei · f8 negres alfil · h8 negres torre · b7 negres peó · f7 negres peó · g7 negres peó · h7 negres peó · a6 negres peó · d6 negres peó · e6 negres peó · f6 negres cavall · g5 blanques alfil · d4 blanques cavall · e4 blanques peó · f4 blanques peó · c3 blanques cavall · a2 blanques peó · b2 blanques peó · c2 blanques peó · g2 blanques peó · h2 blanques peó · a1 blanques torre · d1 blanques dama · e1 blanques rei · f1 blanques alfil · h1 blanques torre | a8 negres torre · b8 negres cavall · c8 negres alfil · d8 negres dama · e8 negres rei · f8 negres alfil · h8 negres torre · b7 negres peó · f7 negres peó · g7 negres peó · h7 negres peó · a6 negres peó · d6 negres peó · e6 negres peó · f6 negres cavall · g5 blanques alfil · d4 blanques cavall · e4 blanques peó · f4 blanques peó · c3 blanques cavall · a2 blanques peó · b2 blanques peó · c2 blanques peó · g2 blanques peó · h2 blanques peó · a1 blanques torre · d1 blanques dama · e1 blanques rei · f1 blanques alfil · h1 blanques torre | 2 |
| 1 | a8 negres torre · b8 negres cavall · c8 negres alfil · d8 negres dama · e8 negres rei · f8 negres alfil · h8 negres torre · b7 negres peó · f7 negres peó · g7 negres peó · h7 negres peó · a6 negres peó · d6 negres peó · e6 negres peó · f6 negres cavall · g5 blanques alfil · d4 blanques cavall · e4 blanques peó · f4 blanques peó · c3 blanques cavall · a2 blanques peó · b2 blanques peó · c2 blanques peó · g2 blanques peó · h2 blanques peó · a1 blanques torre · d1 blanques dama · e1 blanques rei · f1 blanques alfil · h1 blanques torre | a8 negres torre · b8 negres cavall · c8 negres alfil · d8 negres dama · e8 negres rei · f8 negres alfil · h8 negres torre · b7 negres peó · f7 negres peó · g7 negres peó · h7 negres peó · a6 negres peó · d6 negres peó · e6 negres peó · f6 negres cavall · g5 blanques alfil · d4 blanques cavall · e4 blanques peó · f4 blanques peó · c3 blanques cavall · a2 blanques peó · b2 blanques peó · c2 blanques peó · g2 blanques peó · h2 blanques peó · a1 blanques torre · d1 blanques dama · e1 blanques rei · f1 blanques alfil · h1 blanques torre | a8 negres torre · b8 negres cavall · c8 negres alfil · d8 negres dama · e8 negres rei · f8 negres alfil · h8 negres torre · b7 negres peó · f7 negres peó · g7 negres peó · h7 negres peó · a6 negres peó · d6 negres peó · e6 negres peó · f6 negres cavall · g5 blanques alfil · d4 blanques cavall · e4 blanques peó · f4 blanques peó · c3 blanques cavall · a2 blanques peó · b2 blanques peó · c2 blanques peó · g2 blanques peó · h2 blanques peó · a1 blanques torre · d1 blanques dama · e1 blanques rei · f1 blanques alfil · h1 blanques torre | a8 negres torre · b8 negres cavall · c8 negres alfil · d8 negres dama · e8 negres rei · f8 negres alfil · h8 negres torre · b7 negres peó · f7 negres peó · g7 negres peó · h7 negres peó · a6 negres peó · d6 negres peó · e6 negres peó · f6 negres cavall · g5 blanques alfil · d4 blanques cavall · e4 blanques peó · f4 blanques peó · c3 blanques cavall · a2 blanques peó · b2 blanques peó · c2 blanques peó · g2 blanques peó · h2 blanques peó · a1 blanques torre · d1 blanques dama · e1 blanques rei · f1 blanques alfil · h1 blanques torre | a8 negres torre · b8 negres cavall · c8 negres alfil · d8 negres dama · e8 negres rei · f8 negres alfil · h8 negres torre · b7 negres peó · f7 negres peó · g7 negres peó · h7 negres peó · a6 negres peó · d6 negres peó · e6 negres peó · f6 negres cavall · g5 blanques alfil · d4 blanques cavall · e4 blanques peó · f4 blanques peó · c3 blanques cavall · a2 blanques peó · b2 blanques peó · c2 blanques peó · g2 blanques peó · h2 blanques peó · a1 blanques torre · d1 blanques dama · e1 blanques rei · f1 blanques alfil · h1 blanques torre | a8 negres torre · b8 negres cavall · c8 negres alfil · d8 negres dama · e8 negres rei · f8 negres alfil · h8 negres torre · b7 negres peó · f7 negres peó · g7 negres peó · h7 negres peó · a6 negres peó · d6 negres peó · e6 negres peó · f6 negres cavall · g5 blanques alfil · d4 blanques cavall · e4 blanques peó · f4 blanques peó · c3 blanques cavall · a2 blanques peó · b2 blanques peó · c2 blanques peó · g2 blanques peó · h2 blanques peó · a1 blanques torre · d1 blanques dama · e1 blanques rei · f1 blanques alfil · h1 blanques torre | a8 negres torre · b8 negres cavall · c8 negres alfil · d8 negres dama · e8 negres rei · f8 negres alfil · h8 negres torre · b7 negres peó · f7 negres peó · g7 negres peó · h7 negres peó · a6 negres peó · d6 negres peó · e6 negres peó · f6 negres cavall · g5 blanques alfil · d4 blanques cavall · e4 blanques peó · f4 blanques peó · c3 blanques cavall · a2 blanques peó · b2 blanques peó · c2 blanques peó · g2 blanques peó · h2 blanques peó · a1 blanques torre · d1 blanques dama · e1 blanques rei · f1 blanques alfil · h1 blanques torre | a8 negres torre · b8 negres cavall · c8 negres alfil · d8 negres dama · e8 negres rei · f8 negres alfil · h8 negres torre · b7 negres peó · f7 negres peó · g7 negres peó · h7 negres peó · a6 negres peó · d6 negres peó · e6 negres peó · f6 negres cavall · g5 blanques alfil · d4 blanques cavall · e4 blanques peó · f4 blanques peó · c3 blanques cavall · a2 blanques peó · b2 blanques peó · c2 blanques peó · g2 blanques peó · h2 blanques peó · a1 blanques torre · d1 blanques dama · e1 blanques rei · f1 blanques alfil · h1 blanques torre | 1 |
|   | a | b | c | d | e | f | g | h |   |

La jugada principal. El principi de jugar la Najdorf la jugada 7.Df3 era força popular, però amb la resposta 7...h6 les blanques no obtenen cap avantatge. Avui dia les blanques majoritàriament responen amb: 7. f4. Les blanques amenacen 8.e5 i guanyen una peça, però les negres tenen unes quantes opcions:
- 7... Ae7 8. Df3 i ara:
  - 8... Dc7 9. 0-0-0 Cbd7, això s'anomena l'antiga línia principal. En aquest punt les blanques normalment responen amb 10. g4 o 10. Ad3. Després d'aquests moviments hi ha una amplitud de casos de la teoria d'obertures.
  - 8... h6 9. Ah4 g5. És conegut com la Variant Argentina/Goteborg. Va ser jugada per primera vegada a la ronda 14 del Interzonal de Goteborg el 1955 simultàniament pels jugadors argentins Panno, Pilnik i Najdorf que es varen enfrontar als Grans Mestres soviètics Hèl·ler, Spasski i Keres. La partida en qüestió va seguir de la següent manera: 10. fxg5 Cfd7 Les negres pretenen portar el cavall a e5, i després portar-lo a d7 o c6. 11. Cxe6!? (Descoberta de Iefim Hèl·ler). 11... fxe6 12. Dh5+ Rf8 13. Ab5 aquí Panno i Najdorf varen jugar 13...Ce5, mentre Pilnik va triar 13...Rg7. De totes maneres, tots tres jugadors varen perdre força ràpid i la línia va ser mentrestant considerada dolenta. Va ser el 1958 que Bobby Fischer va introduir un recurs defensiu 13... Th7!, contra Svetozar Gligorić a l'Interzonal de Portorož, en una crítica partida en la darrera ronda. D'acord amb la teoria moderna d'obertures aquesta posició són taules com a molt per les blanques.
- 7... Db6 una de les opcions més popular en partides d'alt nivell.
  - 8. Dd2 l'extremadament complicada Variant del peó enverinat: 8... Dxb2 9. Tb1 (9.Cb3 és una altra opció menys comuna) 9... Da3 i aquí les blanques poden jugar tant 10. f5 com 10. e5. Totes dues condueixen a una partida extremadament afilada on la més mínima inexactitud és fatal per a qualsevol bàndol. Des de 2006, quan es va jugar en diverses partides d'alt nivell, 10. e5 ha esdevingut molt popular. Des del punt de vista de la teoria és considerada com l'únic intent de les blanques per jugar a guanyar davant la variant del peó enverinat i a totes les altres variants (i que inclou l'altre moviment d'un peó: 10. f5) han estat analitzades com a taules com a millor resultat. Un exemple és la partida Vallejo Pons-Kaspàrov, Moscou 2004,[2] que va ser anomenada "un model modern per gransmestres de taules!" per Kaspàrov al seu llibre Revolution in the 70s (pàgina 164).
  - 8. Cb3 Les blanques opten per una partida tranquil·la, però les negres no tenen res a preocupar-se amb: 8... Ae7 9. Df3 Cbd7 10. 0-0-0 Dc7 on s'assoleix una posició molt semblant a la de l'antiga línia principal abans esmentada. De totes maneres, sense el cavall de d4 les blanques trobaran difícil organitzar un atac.
- 7... b5 la forta variant Polugaevsky.[3] Les negres ignoren l'amenaça de les blanques en el flanc de dama. 8. e5 dxe5 9. fxe5 Dc7 aquí les blanques tant poden jugar 10. exf6 De5+ 11. Ae2 Dxg5 com 10. De2 Cfd7 11. 0-0-0 Ab7.
- 7... Dc7 defensat per Garri Kaspàrov abans que canviés per jugar 7...Db6 exclusivament.
- 7... Cbd7 popularitzat per Borís Guélfand.
- 7... Cc6?! és arriscat i de reputació teòrica dubtosa que dona la resposta: 8. e5!
- 7... h6!? el peó enverinat declinat. Aquesta variant és molt popular en l'actualitat.

#### Verbeterde List: 6...Cbd7
|   | a | b | c | d | e | f | g | h |   |
| 8 | a8 negres torre · c8 negres alfil · d8 negres dama · e8 negres rei · f8 negres alfil · h8 negres torre · b7 negres peó · d7 negres cavall · e7 negres peó · f7 negres peó · g7 negres peó · h7 negres peó · a6 negres peó · d6 negres peó · f6 negres cavall · g5 blanques alfil · c4 blanques alfil · d4 blanques cavall · e4 blanques peó · c3 blanques cavall · a2 blanques peó · b2 blanques peó · c2 blanques peó · f2 blanques peó · g2 blanques peó · h2 blanques peó · a1 blanques torre · d1 blanques dama · e1 blanques rei · h1 blanques torre | a8 negres torre · c8 negres alfil · d8 negres dama · e8 negres rei · f8 negres alfil · h8 negres torre · b7 negres peó · d7 negres cavall · e7 negres peó · f7 negres peó · g7 negres peó · h7 negres peó · a6 negres peó · d6 negres peó · f6 negres cavall · g5 blanques alfil · c4 blanques alfil · d4 blanques cavall · e4 blanques peó · c3 blanques cavall · a2 blanques peó · b2 blanques peó · c2 blanques peó · f2 blanques peó · g2 blanques peó · h2 blanques peó · a1 blanques torre · d1 blanques dama · e1 blanques rei · h1 blanques torre | a8 negres torre · c8 negres alfil · d8 negres dama · e8 negres rei · f8 negres alfil · h8 negres torre · b7 negres peó · d7 negres cavall · e7 negres peó · f7 negres peó · g7 negres peó · h7 negres peó · a6 negres peó · d6 negres peó · f6 negres cavall · g5 blanques alfil · c4 blanques alfil · d4 blanques cavall · e4 blanques peó · c3 blanques cavall · a2 blanques peó · b2 blanques peó · c2 blanques peó · f2 blanques peó · g2 blanques peó · h2 blanques peó · a1 blanques torre · d1 blanques dama · e1 blanques rei · h1 blanques torre | a8 negres torre · c8 negres alfil · d8 negres dama · e8 negres rei · f8 negres alfil · h8 negres torre · b7 negres peó · d7 negres cavall · e7 negres peó · f7 negres peó · g7 negres peó · h7 negres peó · a6 negres peó · d6 negres peó · f6 negres cavall · g5 blanques alfil · c4 blanques alfil · d4 blanques cavall · e4 blanques peó · c3 blanques cavall · a2 blanques peó · b2 blanques peó · c2 blanques peó · f2 blanques peó · g2 blanques peó · h2 blanques peó · a1 blanques torre · d1 blanques dama · e1 blanques rei · h1 blanques torre | a8 negres torre · c8 negres alfil · d8 negres dama · e8 negres rei · f8 negres alfil · h8 negres torre · b7 negres peó · d7 negres cavall · e7 negres peó · f7 negres peó · g7 negres peó · h7 negres peó · a6 negres peó · d6 negres peó · f6 negres cavall · g5 blanques alfil · c4 blanques alfil · d4 blanques cavall · e4 blanques peó · c3 blanques cavall · a2 blanques peó · b2 blanques peó · c2 blanques peó · f2 blanques peó · g2 blanques peó · h2 blanques peó · a1 blanques torre · d1 blanques dama · e1 blanques rei · h1 blanques torre | a8 negres torre · c8 negres alfil · d8 negres dama · e8 negres rei · f8 negres alfil · h8 negres torre · b7 negres peó · d7 negres cavall · e7 negres peó · f7 negres peó · g7 negres peó · h7 negres peó · a6 negres peó · d6 negres peó · f6 negres cavall · g5 blanques alfil · c4 blanques alfil · d4 blanques cavall · e4 blanques peó · c3 blanques cavall · a2 blanques peó · b2 blanques peó · c2 blanques peó · f2 blanques peó · g2 blanques peó · h2 blanques peó · a1 blanques torre · d1 blanques dama · e1 blanques rei · h1 blanques torre | a8 negres torre · c8 negres alfil · d8 negres dama · e8 negres rei · f8 negres alfil · h8 negres torre · b7 negres peó · d7 negres cavall · e7 negres peó · f7 negres peó · g7 negres peó · h7 negres peó · a6 negres peó · d6 negres peó · f6 negres cavall · g5 blanques alfil · c4 blanques alfil · d4 blanques cavall · e4 blanques peó · c3 blanques cavall · a2 blanques peó · b2 blanques peó · c2 blanques peó · f2 blanques peó · g2 blanques peó · h2 blanques peó · a1 blanques torre · d1 blanques dama · e1 blanques rei · h1 blanques torre | a8 negres torre · c8 negres alfil · d8 negres dama · e8 negres rei · f8 negres alfil · h8 negres torre · b7 negres peó · d7 negres cavall · e7 negres peó · f7 negres peó · g7 negres peó · h7 negres peó · a6 negres peó · d6 negres peó · f6 negres cavall · g5 blanques alfil · c4 blanques alfil · d4 blanques cavall · e4 blanques peó · c3 blanques cavall · a2 blanques peó · b2 blanques peó · c2 blanques peó · f2 blanques peó · g2 blanques peó · h2 blanques peó · a1 blanques torre · d1 blanques dama · e1 blanques rei · h1 blanques torre | 8 |
| 7 | a8 negres torre · c8 negres alfil · d8 negres dama · e8 negres rei · f8 negres alfil · h8 negres torre · b7 negres peó · d7 negres cavall · e7 negres peó · f7 negres peó · g7 negres peó · h7 negres peó · a6 negres peó · d6 negres peó · f6 negres cavall · g5 blanques alfil · c4 blanques alfil · d4 blanques cavall · e4 blanques peó · c3 blanques cavall · a2 blanques peó · b2 blanques peó · c2 blanques peó · f2 blanques peó · g2 blanques peó · h2 blanques peó · a1 blanques torre · d1 blanques dama · e1 blanques rei · h1 blanques torre | a8 negres torre · c8 negres alfil · d8 negres dama · e8 negres rei · f8 negres alfil · h8 negres torre · b7 negres peó · d7 negres cavall · e7 negres peó · f7 negres peó · g7 negres peó · h7 negres peó · a6 negres peó · d6 negres peó · f6 negres cavall · g5 blanques alfil · c4 blanques alfil · d4 blanques cavall · e4 blanques peó · c3 blanques cavall · a2 blanques peó · b2 blanques peó · c2 blanques peó · f2 blanques peó · g2 blanques peó · h2 blanques peó · a1 blanques torre · d1 blanques dama · e1 blanques rei · h1 blanques torre | a8 negres torre · c8 negres alfil · d8 negres dama · e8 negres rei · f8 negres alfil · h8 negres torre · b7 negres peó · d7 negres cavall · e7 negres peó · f7 negres peó · g7 negres peó · h7 negres peó · a6 negres peó · d6 negres peó · f6 negres cavall · g5 blanques alfil · c4 blanques alfil · d4 blanques cavall · e4 blanques peó · c3 blanques cavall · a2 blanques peó · b2 blanques peó · c2 blanques peó · f2 blanques peó · g2 blanques peó · h2 blanques peó · a1 blanques torre · d1 blanques dama · e1 blanques rei · h1 blanques torre | a8 negres torre · c8 negres alfil · d8 negres dama · e8 negres rei · f8 negres alfil · h8 negres torre · b7 negres peó · d7 negres cavall · e7 negres peó · f7 negres peó · g7 negres peó · h7 negres peó · a6 negres peó · d6 negres peó · f6 negres cavall · g5 blanques alfil · c4 blanques alfil · d4 blanques cavall · e4 blanques peó · c3 blanques cavall · a2 blanques peó · b2 blanques peó · c2 blanques peó · f2 blanques peó · g2 blanques peó · h2 blanques peó · a1 blanques torre · d1 blanques dama · e1 blanques rei · h1 blanques torre | a8 negres torre · c8 negres alfil · d8 negres dama · e8 negres rei · f8 negres alfil · h8 negres torre · b7 negres peó · d7 negres cavall · e7 negres peó · f7 negres peó · g7 negres peó · h7 negres peó · a6 negres peó · d6 negres peó · f6 negres cavall · g5 blanques alfil · c4 blanques alfil · d4 blanques cavall · e4 blanques peó · c3 blanques cavall · a2 blanques peó · b2 blanques peó · c2 blanques peó · f2 blanques peó · g2 blanques peó · h2 blanques peó · a1 blanques torre · d1 blanques dama · e1 blanques rei · h1 blanques torre | a8 negres torre · c8 negres alfil · d8 negres dama · e8 negres rei · f8 negres alfil · h8 negres torre · b7 negres peó · d7 negres cavall · e7 negres peó · f7 negres peó · g7 negres peó · h7 negres peó · a6 negres peó · d6 negres peó · f6 negres cavall · g5 blanques alfil · c4 blanques alfil · d4 blanques cavall · e4 blanques peó · c3 blanques cavall · a2 blanques peó · b2 blanques peó · c2 blanques peó · f2 blanques peó · g2 blanques peó · h2 blanques peó · a1 blanques torre · d1 blanques dama · e1 blanques rei · h1 blanques torre | a8 negres torre · c8 negres alfil · d8 negres dama · e8 negres rei · f8 negres alfil · h8 negres torre · b7 negres peó · d7 negres cavall · e7 negres peó · f7 negres peó · g7 negres peó · h7 negres peó · a6 negres peó · d6 negres peó · f6 negres cavall · g5 blanques alfil · c4 blanques alfil · d4 blanques cavall · e4 blanques peó · c3 blanques cavall · a2 blanques peó · b2 blanques peó · c2 blanques peó · f2 blanques peó · g2 blanques peó · h2 blanques peó · a1 blanques torre · d1 blanques dama · e1 blanques rei · h1 blanques torre | a8 negres torre · c8 negres alfil · d8 negres dama · e8 negres rei · f8 negres alfil · h8 negres torre · b7 negres peó · d7 negres cavall · e7 negres peó · f7 negres peó · g7 negres peó · h7 negres peó · a6 negres peó · d6 negres peó · f6 negres cavall · g5 blanques alfil · c4 blanques alfil · d4 blanques cavall · e4 blanques peó · c3 blanques cavall · a2 blanques peó · b2 blanques peó · c2 blanques peó · f2 blanques peó · g2 blanques peó · h2 blanques peó · a1 blanques torre · d1 blanques dama · e1 blanques rei · h1 blanques torre | 7 |
| 6 | a8 negres torre · c8 negres alfil · d8 negres dama · e8 negres rei · f8 negres alfil · h8 negres torre · b7 negres peó · d7 negres cavall · e7 negres peó · f7 negres peó · g7 negres peó · h7 negres peó · a6 negres peó · d6 negres peó · f6 negres cavall · g5 blanques alfil · c4 blanques alfil · d4 blanques cavall · e4 blanques peó · c3 blanques cavall · a2 blanques peó · b2 blanques peó · c2 blanques peó · f2 blanques peó · g2 blanques peó · h2 blanques peó · a1 blanques torre · d1 blanques dama · e1 blanques rei · h1 blanques torre | a8 negres torre · c8 negres alfil · d8 negres dama · e8 negres rei · f8 negres alfil · h8 negres torre · b7 negres peó · d7 negres cavall · e7 negres peó · f7 negres peó · g7 negres peó · h7 negres peó · a6 negres peó · d6 negres peó · f6 negres cavall · g5 blanques alfil · c4 blanques alfil · d4 blanques cavall · e4 blanques peó · c3 blanques cavall · a2 blanques peó · b2 blanques peó · c2 blanques peó · f2 blanques peó · g2 blanques peó · h2 blanques peó · a1 blanques torre · d1 blanques dama · e1 blanques rei · h1 blanques torre | a8 negres torre · c8 negres alfil · d8 negres dama · e8 negres rei · f8 negres alfil · h8 negres torre · b7 negres peó · d7 negres cavall · e7 negres peó · f7 negres peó · g7 negres peó · h7 negres peó · a6 negres peó · d6 negres peó · f6 negres cavall · g5 blanques alfil · c4 blanques alfil · d4 blanques cavall · e4 blanques peó · c3 blanques cavall · a2 blanques peó · b2 blanques peó · c2 blanques peó · f2 blanques peó · g2 blanques peó · h2 blanques peó · a1 blanques torre · d1 blanques dama · e1 blanques rei · h1 blanques torre | a8 negres torre · c8 negres alfil · d8 negres dama · e8 negres rei · f8 negres alfil · h8 negres torre · b7 negres peó · d7 negres cavall · e7 negres peó · f7 negres peó · g7 negres peó · h7 negres peó · a6 negres peó · d6 negres peó · f6 negres cavall · g5 blanques alfil · c4 blanques alfil · d4 blanques cavall · e4 blanques peó · c3 blanques cavall · a2 blanques peó · b2 blanques peó · c2 blanques peó · f2 blanques peó · g2 blanques peó · h2 blanques peó · a1 blanques torre · d1 blanques dama · e1 blanques rei · h1 blanques torre | a8 negres torre · c8 negres alfil · d8 negres dama · e8 negres rei · f8 negres alfil · h8 negres torre · b7 negres peó · d7 negres cavall · e7 negres peó · f7 negres peó · g7 negres peó · h7 negres peó · a6 negres peó · d6 negres peó · f6 negres cavall · g5 blanques alfil · c4 blanques alfil · d4 blanques cavall · e4 blanques peó · c3 blanques cavall · a2 blanques peó · b2 blanques peó · c2 blanques peó · f2 blanques peó · g2 blanques peó · h2 blanques peó · a1 blanques torre · d1 blanques dama · e1 blanques rei · h1 blanques torre | a8 negres torre · c8 negres alfil · d8 negres dama · e8 negres rei · f8 negres alfil · h8 negres torre · b7 negres peó · d7 negres cavall · e7 negres peó · f7 negres peó · g7 negres peó · h7 negres peó · a6 negres peó · d6 negres peó · f6 negres cavall · g5 blanques alfil · c4 blanques alfil · d4 blanques cavall · e4 blanques peó · c3 blanques cavall · a2 blanques peó · b2 blanques peó · c2 blanques peó · f2 blanques peó · g2 blanques peó · h2 blanques peó · a1 blanques torre · d1 blanques dama · e1 blanques rei · h1 blanques torre | a8 negres torre · c8 negres alfil · d8 negres dama · e8 negres rei · f8 negres alfil · h8 negres torre · b7 negres peó · d7 negres cavall · e7 negres peó · f7 negres peó · g7 negres peó · h7 negres peó · a6 negres peó · d6 negres peó · f6 negres cavall · g5 blanques alfil · c4 blanques alfil · d4 blanques cavall · e4 blanques peó · c3 blanques cavall · a2 blanques peó · b2 blanques peó · c2 blanques peó · f2 blanques peó · g2 blanques peó · h2 blanques peó · a1 blanques torre · d1 blanques dama · e1 blanques rei · h1 blanques torre | a8 negres torre · c8 negres alfil · d8 negres dama · e8 negres rei · f8 negres alfil · h8 negres torre · b7 negres peó · d7 negres cavall · e7 negres peó · f7 negres peó · g7 negres peó · h7 negres peó · a6 negres peó · d6 negres peó · f6 negres cavall · g5 blanques alfil · c4 blanques alfil · d4 blanques cavall · e4 blanques peó · c3 blanques cavall · a2 blanques peó · b2 blanques peó · c2 blanques peó · f2 blanques peó · g2 blanques peó · h2 blanques peó · a1 blanques torre · d1 blanques dama · e1 blanques rei · h1 blanques torre | 6 |
| 5 | a8 negres torre · c8 negres alfil · d8 negres dama · e8 negres rei · f8 negres alfil · h8 negres torre · b7 negres peó · d7 negres cavall · e7 negres peó · f7 negres peó · g7 negres peó · h7 negres peó · a6 negres peó · d6 negres peó · f6 negres cavall · g5 blanques alfil · c4 blanques alfil · d4 blanques cavall · e4 blanques peó · c3 blanques cavall · a2 blanques peó · b2 blanques peó · c2 blanques peó · f2 blanques peó · g2 blanques peó · h2 blanques peó · a1 blanques torre · d1 blanques dama · e1 blanques rei · h1 blanques torre | a8 negres torre · c8 negres alfil · d8 negres dama · e8 negres rei · f8 negres alfil · h8 negres torre · b7 negres peó · d7 negres cavall · e7 negres peó · f7 negres peó · g7 negres peó · h7 negres peó · a6 negres peó · d6 negres peó · f6 negres cavall · g5 blanques alfil · c4 blanques alfil · d4 blanques cavall · e4 blanques peó · c3 blanques cavall · a2 blanques peó · b2 blanques peó · c2 blanques peó · f2 blanques peó · g2 blanques peó · h2 blanques peó · a1 blanques torre · d1 blanques dama · e1 blanques rei · h1 blanques torre | a8 negres torre · c8 negres alfil · d8 negres dama · e8 negres rei · f8 negres alfil · h8 negres torre · b7 negres peó · d7 negres cavall · e7 negres peó · f7 negres peó · g7 negres peó · h7 negres peó · a6 negres peó · d6 negres peó · f6 negres cavall · g5 blanques alfil · c4 blanques alfil · d4 blanques cavall · e4 blanques peó · c3 blanques cavall · a2 blanques peó · b2 blanques peó · c2 blanques peó · f2 blanques peó · g2 blanques peó · h2 blanques peó · a1 blanques torre · d1 blanques dama · e1 blanques rei · h1 blanques torre | a8 negres torre · c8 negres alfil · d8 negres dama · e8 negres rei · f8 negres alfil · h8 negres torre · b7 negres peó · d7 negres cavall · e7 negres peó · f7 negres peó · g7 negres peó · h7 negres peó · a6 negres peó · d6 negres peó · f6 negres cavall · g5 blanques alfil · c4 blanques alfil · d4 blanques cavall · e4 blanques peó · c3 blanques cavall · a2 blanques peó · b2 blanques peó · c2 blanques peó · f2 blanques peó · g2 blanques peó · h2 blanques peó · a1 blanques torre · d1 blanques dama · e1 blanques rei · h1 blanques torre | a8 negres torre · c8 negres alfil · d8 negres dama · e8 negres rei · f8 negres alfil · h8 negres torre · b7 negres peó · d7 negres cavall · e7 negres peó · f7 negres peó · g7 negres peó · h7 negres peó · a6 negres peó · d6 negres peó · f6 negres cavall · g5 blanques alfil · c4 blanques alfil · d4 blanques cavall · e4 blanques peó · c3 blanques cavall · a2 blanques peó · b2 blanques peó · c2 blanques peó · f2 blanques peó · g2 blanques peó · h2 blanques peó · a1 blanques torre · d1 blanques dama · e1 blanques rei · h1 blanques torre | a8 negres torre · c8 negres alfil · d8 negres dama · e8 negres rei · f8 negres alfil · h8 negres torre · b7 negres peó · d7 negres cavall · e7 negres peó · f7 negres peó · g7 negres peó · h7 negres peó · a6 negres peó · d6 negres peó · f6 negres cavall · g5 blanques alfil · c4 blanques alfil · d4 blanques cavall · e4 blanques peó · c3 blanques cavall · a2 blanques peó · b2 blanques peó · c2 blanques peó · f2 blanques peó · g2 blanques peó · h2 blanques peó · a1 blanques torre · d1 blanques dama · e1 blanques rei · h1 blanques torre | a8 negres torre · c8 negres alfil · d8 negres dama · e8 negres rei · f8 negres alfil · h8 negres torre · b7 negres peó · d7 negres cavall · e7 negres peó · f7 negres peó · g7 negres peó · h7 negres peó · a6 negres peó · d6 negres peó · f6 negres cavall · g5 blanques alfil · c4 blanques alfil · d4 blanques cavall · e4 blanques peó · c3 blanques cavall · a2 blanques peó · b2 blanques peó · c2 blanques peó · f2 blanques peó · g2 blanques peó · h2 blanques peó · a1 blanques torre · d1 blanques dama · e1 blanques rei · h1 blanques torre | a8 negres torre · c8 negres alfil · d8 negres dama · e8 negres rei · f8 negres alfil · h8 negres torre · b7 negres peó · d7 negres cavall · e7 negres peó · f7 negres peó · g7 negres peó · h7 negres peó · a6 negres peó · d6 negres peó · f6 negres cavall · g5 blanques alfil · c4 blanques alfil · d4 blanques cavall · e4 blanques peó · c3 blanques cavall · a2 blanques peó · b2 blanques peó · c2 blanques peó · f2 blanques peó · g2 blanques peó · h2 blanques peó · a1 blanques torre · d1 blanques dama · e1 blanques rei · h1 blanques torre | 5 |
| 4 | a8 negres torre · c8 negres alfil · d8 negres dama · e8 negres rei · f8 negres alfil · h8 negres torre · b7 negres peó · d7 negres cavall · e7 negres peó · f7 negres peó · g7 negres peó · h7 negres peó · a6 negres peó · d6 negres peó · f6 negres cavall · g5 blanques alfil · c4 blanques alfil · d4 blanques cavall · e4 blanques peó · c3 blanques cavall · a2 blanques peó · b2 blanques peó · c2 blanques peó · f2 blanques peó · g2 blanques peó · h2 blanques peó · a1 blanques torre · d1 blanques dama · e1 blanques rei · h1 blanques torre | a8 negres torre · c8 negres alfil · d8 negres dama · e8 negres rei · f8 negres alfil · h8 negres torre · b7 negres peó · d7 negres cavall · e7 negres peó · f7 negres peó · g7 negres peó · h7 negres peó · a6 negres peó · d6 negres peó · f6 negres cavall · g5 blanques alfil · c4 blanques alfil · d4 blanques cavall · e4 blanques peó · c3 blanques cavall · a2 blanques peó · b2 blanques peó · c2 blanques peó · f2 blanques peó · g2 blanques peó · h2 blanques peó · a1 blanques torre · d1 blanques dama · e1 blanques rei · h1 blanques torre | a8 negres torre · c8 negres alfil · d8 negres dama · e8 negres rei · f8 negres alfil · h8 negres torre · b7 negres peó · d7 negres cavall · e7 negres peó · f7 negres peó · g7 negres peó · h7 negres peó · a6 negres peó · d6 negres peó · f6 negres cavall · g5 blanques alfil · c4 blanques alfil · d4 blanques cavall · e4 blanques peó · c3 blanques cavall · a2 blanques peó · b2 blanques peó · c2 blanques peó · f2 blanques peó · g2 blanques peó · h2 blanques peó · a1 blanques torre · d1 blanques dama · e1 blanques rei · h1 blanques torre | a8 negres torre · c8 negres alfil · d8 negres dama · e8 negres rei · f8 negres alfil · h8 negres torre · b7 negres peó · d7 negres cavall · e7 negres peó · f7 negres peó · g7 negres peó · h7 negres peó · a6 negres peó · d6 negres peó · f6 negres cavall · g5 blanques alfil · c4 blanques alfil · d4 blanques cavall · e4 blanques peó · c3 blanques cavall · a2 blanques peó · b2 blanques peó · c2 blanques peó · f2 blanques peó · g2 blanques peó · h2 blanques peó · a1 blanques torre · d1 blanques dama · e1 blanques rei · h1 blanques torre | a8 negres torre · c8 negres alfil · d8 negres dama · e8 negres rei · f8 negres alfil · h8 negres torre · b7 negres peó · d7 negres cavall · e7 negres peó · f7 negres peó · g7 negres peó · h7 negres peó · a6 negres peó · d6 negres peó · f6 negres cavall · g5 blanques alfil · c4 blanques alfil · d4 blanques cavall · e4 blanques peó · c3 blanques cavall · a2 blanques peó · b2 blanques peó · c2 blanques peó · f2 blanques peó · g2 blanques peó · h2 blanques peó · a1 blanques torre · d1 blanques dama · e1 blanques rei · h1 blanques torre | a8 negres torre · c8 negres alfil · d8 negres dama · e8 negres rei · f8 negres alfil · h8 negres torre · b7 negres peó · d7 negres cavall · e7 negres peó · f7 negres peó · g7 negres peó · h7 negres peó · a6 negres peó · d6 negres peó · f6 negres cavall · g5 blanques alfil · c4 blanques alfil · d4 blanques cavall · e4 blanques peó · c3 blanques cavall · a2 blanques peó · b2 blanques peó · c2 blanques peó · f2 blanques peó · g2 blanques peó · h2 blanques peó · a1 blanques torre · d1 blanques dama · e1 blanques rei · h1 blanques torre | a8 negres torre · c8 negres alfil · d8 negres dama · e8 negres rei · f8 negres alfil · h8 negres torre · b7 negres peó · d7 negres cavall · e7 negres peó · f7 negres peó · g7 negres peó · h7 negres peó · a6 negres peó · d6 negres peó · f6 negres cavall · g5 blanques alfil · c4 blanques alfil · d4 blanques cavall · e4 blanques peó · c3 blanques cavall · a2 blanques peó · b2 blanques peó · c2 blanques peó · f2 blanques peó · g2 blanques peó · h2 blanques peó · a1 blanques torre · d1 blanques dama · e1 blanques rei · h1 blanques torre | a8 negres torre · c8 negres alfil · d8 negres dama · e8 negres rei · f8 negres alfil · h8 negres torre · b7 negres peó · d7 negres cavall · e7 negres peó · f7 negres peó · g7 negres peó · h7 negres peó · a6 negres peó · d6 negres peó · f6 negres cavall · g5 blanques alfil · c4 blanques alfil · d4 blanques cavall · e4 blanques peó · c3 blanques cavall · a2 blanques peó · b2 blanques peó · c2 blanques peó · f2 blanques peó · g2 blanques peó · h2 blanques peó · a1 blanques torre · d1 blanques dama · e1 blanques rei · h1 blanques torre | 4 |
| 3 | a8 negres torre · c8 negres alfil · d8 negres dama · e8 negres rei · f8 negres alfil · h8 negres torre · b7 negres peó · d7 negres cavall · e7 negres peó · f7 negres peó · g7 negres peó · h7 negres peó · a6 negres peó · d6 negres peó · f6 negres cavall · g5 blanques alfil · c4 blanques alfil · d4 blanques cavall · e4 blanques peó · c3 blanques cavall · a2 blanques peó · b2 blanques peó · c2 blanques peó · f2 blanques peó · g2 blanques peó · h2 blanques peó · a1 blanques torre · d1 blanques dama · e1 blanques rei · h1 blanques torre | a8 negres torre · c8 negres alfil · d8 negres dama · e8 negres rei · f8 negres alfil · h8 negres torre · b7 negres peó · d7 negres cavall · e7 negres peó · f7 negres peó · g7 negres peó · h7 negres peó · a6 negres peó · d6 negres peó · f6 negres cavall · g5 blanques alfil · c4 blanques alfil · d4 blanques cavall · e4 blanques peó · c3 blanques cavall · a2 blanques peó · b2 blanques peó · c2 blanques peó · f2 blanques peó · g2 blanques peó · h2 blanques peó · a1 blanques torre · d1 blanques dama · e1 blanques rei · h1 blanques torre | a8 negres torre · c8 negres alfil · d8 negres dama · e8 negres rei · f8 negres alfil · h8 negres torre · b7 negres peó · d7 negres cavall · e7 negres peó · f7 negres peó · g7 negres peó · h7 negres peó · a6 negres peó · d6 negres peó · f6 negres cavall · g5 blanques alfil · c4 blanques alfil · d4 blanques cavall · e4 blanques peó · c3 blanques cavall · a2 blanques peó · b2 blanques peó · c2 blanques peó · f2 blanques peó · g2 blanques peó · h2 blanques peó · a1 blanques torre · d1 blanques dama · e1 blanques rei · h1 blanques torre | a8 negres torre · c8 negres alfil · d8 negres dama · e8 negres rei · f8 negres alfil · h8 negres torre · b7 negres peó · d7 negres cavall · e7 negres peó · f7 negres peó · g7 negres peó · h7 negres peó · a6 negres peó · d6 negres peó · f6 negres cavall · g5 blanques alfil · c4 blanques alfil · d4 blanques cavall · e4 blanques peó · c3 blanques cavall · a2 blanques peó · b2 blanques peó · c2 blanques peó · f2 blanques peó · g2 blanques peó · h2 blanques peó · a1 blanques torre · d1 blanques dama · e1 blanques rei · h1 blanques torre | a8 negres torre · c8 negres alfil · d8 negres dama · e8 negres rei · f8 negres alfil · h8 negres torre · b7 negres peó · d7 negres cavall · e7 negres peó · f7 negres peó · g7 negres peó · h7 negres peó · a6 negres peó · d6 negres peó · f6 negres cavall · g5 blanques alfil · c4 blanques alfil · d4 blanques cavall · e4 blanques peó · c3 blanques cavall · a2 blanques peó · b2 blanques peó · c2 blanques peó · f2 blanques peó · g2 blanques peó · h2 blanques peó · a1 blanques torre · d1 blanques dama · e1 blanques rei · h1 blanques torre | a8 negres torre · c8 negres alfil · d8 negres dama · e8 negres rei · f8 negres alfil · h8 negres torre · b7 negres peó · d7 negres cavall · e7 negres peó · f7 negres peó · g7 negres peó · h7 negres peó · a6 negres peó · d6 negres peó · f6 negres cavall · g5 blanques alfil · c4 blanques alfil · d4 blanques cavall · e4 blanques peó · c3 blanques cavall · a2 blanques peó · b2 blanques peó · c2 blanques peó · f2 blanques peó · g2 blanques peó · h2 blanques peó · a1 blanques torre · d1 blanques dama · e1 blanques rei · h1 blanques torre | a8 negres torre · c8 negres alfil · d8 negres dama · e8 negres rei · f8 negres alfil · h8 negres torre · b7 negres peó · d7 negres cavall · e7 negres peó · f7 negres peó · g7 negres peó · h7 negres peó · a6 negres peó · d6 negres peó · f6 negres cavall · g5 blanques alfil · c4 blanques alfil · d4 blanques cavall · e4 blanques peó · c3 blanques cavall · a2 blanques peó · b2 blanques peó · c2 blanques peó · f2 blanques peó · g2 blanques peó · h2 blanques peó · a1 blanques torre · d1 blanques dama · e1 blanques rei · h1 blanques torre | a8 negres torre · c8 negres alfil · d8 negres dama · e8 negres rei · f8 negres alfil · h8 negres torre · b7 negres peó · d7 negres cavall · e7 negres peó · f7 negres peó · g7 negres peó · h7 negres peó · a6 negres peó · d6 negres peó · f6 negres cavall · g5 blanques alfil · c4 blanques alfil · d4 blanques cavall · e4 blanques peó · c3 blanques cavall · a2 blanques peó · b2 blanques peó · c2 blanques peó · f2 blanques peó · g2 blanques peó · h2 blanques peó · a1 blanques torre · d1 blanques dama · e1 blanques rei · h1 blanques torre | 3 |
| 2 | a8 negres torre · c8 negres alfil · d8 negres dama · e8 negres rei · f8 negres alfil · h8 negres torre · b7 negres peó · d7 negres cavall · e7 negres peó · f7 negres peó · g7 negres peó · h7 negres peó · a6 negres peó · d6 negres peó · f6 negres cavall · g5 blanques alfil · c4 blanques alfil · d4 blanques cavall · e4 blanques peó · c3 blanques cavall · a2 blanques peó · b2 blanques peó · c2 blanques peó · f2 blanques peó · g2 blanques peó · h2 blanques peó · a1 blanques torre · d1 blanques dama · e1 blanques rei · h1 blanques torre | a8 negres torre · c8 negres alfil · d8 negres dama · e8 negres rei · f8 negres alfil · h8 negres torre · b7 negres peó · d7 negres cavall · e7 negres peó · f7 negres peó · g7 negres peó · h7 negres peó · a6 negres peó · d6 negres peó · f6 negres cavall · g5 blanques alfil · c4 blanques alfil · d4 blanques cavall · e4 blanques peó · c3 blanques cavall · a2 blanques peó · b2 blanques peó · c2 blanques peó · f2 blanques peó · g2 blanques peó · h2 blanques peó · a1 blanques torre · d1 blanques dama · e1 blanques rei · h1 blanques torre | a8 negres torre · c8 negres alfil · d8 negres dama · e8 negres rei · f8 negres alfil · h8 negres torre · b7 negres peó · d7 negres cavall · e7 negres peó · f7 negres peó · g7 negres peó · h7 negres peó · a6 negres peó · d6 negres peó · f6 negres cavall · g5 blanques alfil · c4 blanques alfil · d4 blanques cavall · e4 blanques peó · c3 blanques cavall · a2 blanques peó · b2 blanques peó · c2 blanques peó · f2 blanques peó · g2 blanques peó · h2 blanques peó · a1 blanques torre · d1 blanques dama · e1 blanques rei · h1 blanques torre | a8 negres torre · c8 negres alfil · d8 negres dama · e8 negres rei · f8 negres alfil · h8 negres torre · b7 negres peó · d7 negres cavall · e7 negres peó · f7 negres peó · g7 negres peó · h7 negres peó · a6 negres peó · d6 negres peó · f6 negres cavall · g5 blanques alfil · c4 blanques alfil · d4 blanques cavall · e4 blanques peó · c3 blanques cavall · a2 blanques peó · b2 blanques peó · c2 blanques peó · f2 blanques peó · g2 blanques peó · h2 blanques peó · a1 blanques torre · d1 blanques dama · e1 blanques rei · h1 blanques torre | a8 negres torre · c8 negres alfil · d8 negres dama · e8 negres rei · f8 negres alfil · h8 negres torre · b7 negres peó · d7 negres cavall · e7 negres peó · f7 negres peó · g7 negres peó · h7 negres peó · a6 negres peó · d6 negres peó · f6 negres cavall · g5 blanques alfil · c4 blanques alfil · d4 blanques cavall · e4 blanques peó · c3 blanques cavall · a2 blanques peó · b2 blanques peó · c2 blanques peó · f2 blanques peó · g2 blanques peó · h2 blanques peó · a1 blanques torre · d1 blanques dama · e1 blanques rei · h1 blanques torre | a8 negres torre · c8 negres alfil · d8 negres dama · e8 negres rei · f8 negres alfil · h8 negres torre · b7 negres peó · d7 negres cavall · e7 negres peó · f7 negres peó · g7 negres peó · h7 negres peó · a6 negres peó · d6 negres peó · f6 negres cavall · g5 blanques alfil · c4 blanques alfil · d4 blanques cavall · e4 blanques peó · c3 blanques cavall · a2 blanques peó · b2 blanques peó · c2 blanques peó · f2 blanques peó · g2 blanques peó · h2 blanques peó · a1 blanques torre · d1 blanques dama · e1 blanques rei · h1 blanques torre | a8 negres torre · c8 negres alfil · d8 negres dama · e8 negres rei · f8 negres alfil · h8 negres torre · b7 negres peó · d7 negres cavall · e7 negres peó · f7 negres peó · g7 negres peó · h7 negres peó · a6 negres peó · d6 negres peó · f6 negres cavall · g5 blanques alfil · c4 blanques alfil · d4 blanques cavall · e4 blanques peó · c3 blanques cavall · a2 blanques peó · b2 blanques peó · c2 blanques peó · f2 blanques peó · g2 blanques peó · h2 blanques peó · a1 blanques torre · d1 blanques dama · e1 blanques rei · h1 blanques torre | a8 negres torre · c8 negres alfil · d8 negres dama · e8 negres rei · f8 negres alfil · h8 negres torre · b7 negres peó · d7 negres cavall · e7 negres peó · f7 negres peó · g7 negres peó · h7 negres peó · a6 negres peó · d6 negres peó · f6 negres cavall · g5 blanques alfil · c4 blanques alfil · d4 blanques cavall · e4 blanques peó · c3 blanques cavall · a2 blanques peó · b2 blanques peó · c2 blanques peó · f2 blanques peó · g2 blanques peó · h2 blanques peó · a1 blanques torre · d1 blanques dama · e1 blanques rei · h1 blanques torre | 2 |
| 1 | a8 negres torre · c8 negres alfil · d8 negres dama · e8 negres rei · f8 negres alfil · h8 negres torre · b7 negres peó · d7 negres cavall · e7 negres peó · f7 negres peó · g7 negres peó · h7 negres peó · a6 negres peó · d6 negres peó · f6 negres cavall · g5 blanques alfil · c4 blanques alfil · d4 blanques cavall · e4 blanques peó · c3 blanques cavall · a2 blanques peó · b2 blanques peó · c2 blanques peó · f2 blanques peó · g2 blanques peó · h2 blanques peó · a1 blanques torre · d1 blanques dama · e1 blanques rei · h1 blanques torre | a8 negres torre · c8 negres alfil · d8 negres dama · e8 negres rei · f8 negres alfil · h8 negres torre · b7 negres peó · d7 negres cavall · e7 negres peó · f7 negres peó · g7 negres peó · h7 negres peó · a6 negres peó · d6 negres peó · f6 negres cavall · g5 blanques alfil · c4 blanques alfil · d4 blanques cavall · e4 blanques peó · c3 blanques cavall · a2 blanques peó · b2 blanques peó · c2 blanques peó · f2 blanques peó · g2 blanques peó · h2 blanques peó · a1 blanques torre · d1 blanques dama · e1 blanques rei · h1 blanques torre | a8 negres torre · c8 negres alfil · d8 negres dama · e8 negres rei · f8 negres alfil · h8 negres torre · b7 negres peó · d7 negres cavall · e7 negres peó · f7 negres peó · g7 negres peó · h7 negres peó · a6 negres peó · d6 negres peó · f6 negres cavall · g5 blanques alfil · c4 blanques alfil · d4 blanques cavall · e4 blanques peó · c3 blanques cavall · a2 blanques peó · b2 blanques peó · c2 blanques peó · f2 blanques peó · g2 blanques peó · h2 blanques peó · a1 blanques torre · d1 blanques dama · e1 blanques rei · h1 blanques torre | a8 negres torre · c8 negres alfil · d8 negres dama · e8 negres rei · f8 negres alfil · h8 negres torre · b7 negres peó · d7 negres cavall · e7 negres peó · f7 negres peó · g7 negres peó · h7 negres peó · a6 negres peó · d6 negres peó · f6 negres cavall · g5 blanques alfil · c4 blanques alfil · d4 blanques cavall · e4 blanques peó · c3 blanques cavall · a2 blanques peó · b2 blanques peó · c2 blanques peó · f2 blanques peó · g2 blanques peó · h2 blanques peó · a1 blanques torre · d1 blanques dama · e1 blanques rei · h1 blanques torre | a8 negres torre · c8 negres alfil · d8 negres dama · e8 negres rei · f8 negres alfil · h8 negres torre · b7 negres peó · d7 negres cavall · e7 negres peó · f7 negres peó · g7 negres peó · h7 negres peó · a6 negres peó · d6 negres peó · f6 negres cavall · g5 blanques alfil · c4 blanques alfil · d4 blanques cavall · e4 blanques peó · c3 blanques cavall · a2 blanques peó · b2 blanques peó · c2 blanques peó · f2 blanques peó · g2 blanques peó · h2 blanques peó · a1 blanques torre · d1 blanques dama · e1 blanques rei · h1 blanques torre | a8 negres torre · c8 negres alfil · d8 negres dama · e8 negres rei · f8 negres alfil · h8 negres torre · b7 negres peó · d7 negres cavall · e7 negres peó · f7 negres peó · g7 negres peó · h7 negres peó · a6 negres peó · d6 negres peó · f6 negres cavall · g5 blanques alfil · c4 blanques alfil · d4 blanques cavall · e4 blanques peó · c3 blanques cavall · a2 blanques peó · b2 blanques peó · c2 blanques peó · f2 blanques peó · g2 blanques peó · h2 blanques peó · a1 blanques torre · d1 blanques dama · e1 blanques rei · h1 blanques torre | a8 negres torre · c8 negres alfil · d8 negres dama · e8 negres rei · f8 negres alfil · h8 negres torre · b7 negres peó · d7 negres cavall · e7 negres peó · f7 negres peó · g7 negres peó · h7 negres peó · a6 negres peó · d6 negres peó · f6 negres cavall · g5 blanques alfil · c4 blanques alfil · d4 blanques cavall · e4 blanques peó · c3 blanques cavall · a2 blanques peó · b2 blanques peó · c2 blanques peó · f2 blanques peó · g2 blanques peó · h2 blanques peó · a1 blanques torre · d1 blanques dama · e1 blanques rei · h1 blanques torre | a8 negres torre · c8 negres alfil · d8 negres dama · e8 negres rei · f8 negres alfil · h8 negres torre · b7 negres peó · d7 negres cavall · e7 negres peó · f7 negres peó · g7 negres peó · h7 negres peó · a6 negres peó · d6 negres peó · f6 negres cavall · g5 blanques alfil · c4 blanques alfil · d4 blanques cavall · e4 blanques peó · c3 blanques cavall · a2 blanques peó · b2 blanques peó · c2 blanques peó · f2 blanques peó · g2 blanques peó · h2 blanques peó · a1 blanques torre · d1 blanques dama · e1 blanques rei · h1 blanques torre | 1 |
|   | a | b | c | d | e | f | g | h |   |

Històricament parlant, aquesta va ser la resposta habitual fins a mitjans de la dècada de 1960, quan la jugada 7.Ac4 va posar el moviment "fora del joc". Recentment, però, alguns jugadors holandesos van trobar algunes unes idees, i batejaren aquesta variant amb el nom de Verbeterde List ("L'estratagema millorat"). La idea de les negres és posposar ...e6 amb la finalitat de conservar les opcions més dinàmiques (per exemple, jugar e7-e5 en un moviment). La idea va ser provada per Petrosian, Belov, i altres, però va rebre l'atenció popular i es va desenvolupar ràpidament després del seu ús pel jugador neerlandès Lody Kuling el 2007. Les novetats més importants són:
- 7. f4 Dc7 8. Df3:
  - 8... h6 9. Ah4 e5. descoberta per Lody Kuling.(aquesta variant és explicada per Ufuk Tuncer i Twan Burg a New In Chess, Yearbook 102.) La idea és guanyar temps respecte a ...e6 jugant e7–e5 en un moviment. Més tard s'ha vist que 9...g5! encara és millor.
  - 8... b5 és la Neo Verbeterde List. Aquesta és una nova manera de jugar la Verbeterde List. Inclou el fianchetto d'alfil a g7. (La variant és explpicada per Ufuk Tuncer a New In Chess, Yearbook 101.)
- 7. Ac4 Db6 Aquest és un moviment introduït per Lenier Dominguez. La idea és guanyar un temps atacant b2, de la qual després les negres poden acabar el seu desenvolupament començant per 8...e6. La darrera paraula d'aquesta línia encara no s'ha dit. Tota la variant amb 6... Cbd7 és explicada en el llibre de Ľubomír Ftáčnik en el capítol "Blood Diamond".
- 7. f4/De2 g6: Verbeterde List de Grischuk. Una altra manera moderna per fer 7.f4 o 7.Qe2. La idea és fer l'enroc al flanc de rei ràpidament i llavors començar atacar amb b5–b4, i no perdre temps amb el peó de la columna e.

### Atac anglès: 6.Ae3
|   | a | b | c | d | e | f | g | h |   |
| 8 | a8 negres torre · b8 negres cavall · c8 negres alfil · d8 negres dama · e8 negres rei · f8 negres alfil · h8 negres torre · b7 negres peó · e7 negres peó · f7 negres peó · g7 negres peó · h7 negres peó · a6 negres peó · d6 negres peó · f6 negres cavall · d4 blanques cavall · e4 blanques peó · c3 blanques cavall · e3 blanques alfil · a2 blanques peó · b2 blanques peó · c2 blanques peó · f2 blanques peó · g2 blanques peó · h2 blanques peó · a1 blanques torre · d1 blanques dama · e1 blanques rei · f1 blanques alfil · h1 blanques torre | a8 negres torre · b8 negres cavall · c8 negres alfil · d8 negres dama · e8 negres rei · f8 negres alfil · h8 negres torre · b7 negres peó · e7 negres peó · f7 negres peó · g7 negres peó · h7 negres peó · a6 negres peó · d6 negres peó · f6 negres cavall · d4 blanques cavall · e4 blanques peó · c3 blanques cavall · e3 blanques alfil · a2 blanques peó · b2 blanques peó · c2 blanques peó · f2 blanques peó · g2 blanques peó · h2 blanques peó · a1 blanques torre · d1 blanques dama · e1 blanques rei · f1 blanques alfil · h1 blanques torre | a8 negres torre · b8 negres cavall · c8 negres alfil · d8 negres dama · e8 negres rei · f8 negres alfil · h8 negres torre · b7 negres peó · e7 negres peó · f7 negres peó · g7 negres peó · h7 negres peó · a6 negres peó · d6 negres peó · f6 negres cavall · d4 blanques cavall · e4 blanques peó · c3 blanques cavall · e3 blanques alfil · a2 blanques peó · b2 blanques peó · c2 blanques peó · f2 blanques peó · g2 blanques peó · h2 blanques peó · a1 blanques torre · d1 blanques dama · e1 blanques rei · f1 blanques alfil · h1 blanques torre | a8 negres torre · b8 negres cavall · c8 negres alfil · d8 negres dama · e8 negres rei · f8 negres alfil · h8 negres torre · b7 negres peó · e7 negres peó · f7 negres peó · g7 negres peó · h7 negres peó · a6 negres peó · d6 negres peó · f6 negres cavall · d4 blanques cavall · e4 blanques peó · c3 blanques cavall · e3 blanques alfil · a2 blanques peó · b2 blanques peó · c2 blanques peó · f2 blanques peó · g2 blanques peó · h2 blanques peó · a1 blanques torre · d1 blanques dama · e1 blanques rei · f1 blanques alfil · h1 blanques torre | a8 negres torre · b8 negres cavall · c8 negres alfil · d8 negres dama · e8 negres rei · f8 negres alfil · h8 negres torre · b7 negres peó · e7 negres peó · f7 negres peó · g7 negres peó · h7 negres peó · a6 negres peó · d6 negres peó · f6 negres cavall · d4 blanques cavall · e4 blanques peó · c3 blanques cavall · e3 blanques alfil · a2 blanques peó · b2 blanques peó · c2 blanques peó · f2 blanques peó · g2 blanques peó · h2 blanques peó · a1 blanques torre · d1 blanques dama · e1 blanques rei · f1 blanques alfil · h1 blanques torre | a8 negres torre · b8 negres cavall · c8 negres alfil · d8 negres dama · e8 negres rei · f8 negres alfil · h8 negres torre · b7 negres peó · e7 negres peó · f7 negres peó · g7 negres peó · h7 negres peó · a6 negres peó · d6 negres peó · f6 negres cavall · d4 blanques cavall · e4 blanques peó · c3 blanques cavall · e3 blanques alfil · a2 blanques peó · b2 blanques peó · c2 blanques peó · f2 blanques peó · g2 blanques peó · h2 blanques peó · a1 blanques torre · d1 blanques dama · e1 blanques rei · f1 blanques alfil · h1 blanques torre | a8 negres torre · b8 negres cavall · c8 negres alfil · d8 negres dama · e8 negres rei · f8 negres alfil · h8 negres torre · b7 negres peó · e7 negres peó · f7 negres peó · g7 negres peó · h7 negres peó · a6 negres peó · d6 negres peó · f6 negres cavall · d4 blanques cavall · e4 blanques peó · c3 blanques cavall · e3 blanques alfil · a2 blanques peó · b2 blanques peó · c2 blanques peó · f2 blanques peó · g2 blanques peó · h2 blanques peó · a1 blanques torre · d1 blanques dama · e1 blanques rei · f1 blanques alfil · h1 blanques torre | a8 negres torre · b8 negres cavall · c8 negres alfil · d8 negres dama · e8 negres rei · f8 negres alfil · h8 negres torre · b7 negres peó · e7 negres peó · f7 negres peó · g7 negres peó · h7 negres peó · a6 negres peó · d6 negres peó · f6 negres cavall · d4 blanques cavall · e4 blanques peó · c3 blanques cavall · e3 blanques alfil · a2 blanques peó · b2 blanques peó · c2 blanques peó · f2 blanques peó · g2 blanques peó · h2 blanques peó · a1 blanques torre · d1 blanques dama · e1 blanques rei · f1 blanques alfil · h1 blanques torre | 8 |
| 7 | a8 negres torre · b8 negres cavall · c8 negres alfil · d8 negres dama · e8 negres rei · f8 negres alfil · h8 negres torre · b7 negres peó · e7 negres peó · f7 negres peó · g7 negres peó · h7 negres peó · a6 negres peó · d6 negres peó · f6 negres cavall · d4 blanques cavall · e4 blanques peó · c3 blanques cavall · e3 blanques alfil · a2 blanques peó · b2 blanques peó · c2 blanques peó · f2 blanques peó · g2 blanques peó · h2 blanques peó · a1 blanques torre · d1 blanques dama · e1 blanques rei · f1 blanques alfil · h1 blanques torre | a8 negres torre · b8 negres cavall · c8 negres alfil · d8 negres dama · e8 negres rei · f8 negres alfil · h8 negres torre · b7 negres peó · e7 negres peó · f7 negres peó · g7 negres peó · h7 negres peó · a6 negres peó · d6 negres peó · f6 negres cavall · d4 blanques cavall · e4 blanques peó · c3 blanques cavall · e3 blanques alfil · a2 blanques peó · b2 blanques peó · c2 blanques peó · f2 blanques peó · g2 blanques peó · h2 blanques peó · a1 blanques torre · d1 blanques dama · e1 blanques rei · f1 blanques alfil · h1 blanques torre | a8 negres torre · b8 negres cavall · c8 negres alfil · d8 negres dama · e8 negres rei · f8 negres alfil · h8 negres torre · b7 negres peó · e7 negres peó · f7 negres peó · g7 negres peó · h7 negres peó · a6 negres peó · d6 negres peó · f6 negres cavall · d4 blanques cavall · e4 blanques peó · c3 blanques cavall · e3 blanques alfil · a2 blanques peó · b2 blanques peó · c2 blanques peó · f2 blanques peó · g2 blanques peó · h2 blanques peó · a1 blanques torre · d1 blanques dama · e1 blanques rei · f1 blanques alfil · h1 blanques torre | a8 negres torre · b8 negres cavall · c8 negres alfil · d8 negres dama · e8 negres rei · f8 negres alfil · h8 negres torre · b7 negres peó · e7 negres peó · f7 negres peó · g7 negres peó · h7 negres peó · a6 negres peó · d6 negres peó · f6 negres cavall · d4 blanques cavall · e4 blanques peó · c3 blanques cavall · e3 blanques alfil · a2 blanques peó · b2 blanques peó · c2 blanques peó · f2 blanques peó · g2 blanques peó · h2 blanques peó · a1 blanques torre · d1 blanques dama · e1 blanques rei · f1 blanques alfil · h1 blanques torre | a8 negres torre · b8 negres cavall · c8 negres alfil · d8 negres dama · e8 negres rei · f8 negres alfil · h8 negres torre · b7 negres peó · e7 negres peó · f7 negres peó · g7 negres peó · h7 negres peó · a6 negres peó · d6 negres peó · f6 negres cavall · d4 blanques cavall · e4 blanques peó · c3 blanques cavall · e3 blanques alfil · a2 blanques peó · b2 blanques peó · c2 blanques peó · f2 blanques peó · g2 blanques peó · h2 blanques peó · a1 blanques torre · d1 blanques dama · e1 blanques rei · f1 blanques alfil · h1 blanques torre | a8 negres torre · b8 negres cavall · c8 negres alfil · d8 negres dama · e8 negres rei · f8 negres alfil · h8 negres torre · b7 negres peó · e7 negres peó · f7 negres peó · g7 negres peó · h7 negres peó · a6 negres peó · d6 negres peó · f6 negres cavall · d4 blanques cavall · e4 blanques peó · c3 blanques cavall · e3 blanques alfil · a2 blanques peó · b2 blanques peó · c2 blanques peó · f2 blanques peó · g2 blanques peó · h2 blanques peó · a1 blanques torre · d1 blanques dama · e1 blanques rei · f1 blanques alfil · h1 blanques torre | a8 negres torre · b8 negres cavall · c8 negres alfil · d8 negres dama · e8 negres rei · f8 negres alfil · h8 negres torre · b7 negres peó · e7 negres peó · f7 negres peó · g7 negres peó · h7 negres peó · a6 negres peó · d6 negres peó · f6 negres cavall · d4 blanques cavall · e4 blanques peó · c3 blanques cavall · e3 blanques alfil · a2 blanques peó · b2 blanques peó · c2 blanques peó · f2 blanques peó · g2 blanques peó · h2 blanques peó · a1 blanques torre · d1 blanques dama · e1 blanques rei · f1 blanques alfil · h1 blanques torre | a8 negres torre · b8 negres cavall · c8 negres alfil · d8 negres dama · e8 negres rei · f8 negres alfil · h8 negres torre · b7 negres peó · e7 negres peó · f7 negres peó · g7 negres peó · h7 negres peó · a6 negres peó · d6 negres peó · f6 negres cavall · d4 blanques cavall · e4 blanques peó · c3 blanques cavall · e3 blanques alfil · a2 blanques peó · b2 blanques peó · c2 blanques peó · f2 blanques peó · g2 blanques peó · h2 blanques peó · a1 blanques torre · d1 blanques dama · e1 blanques rei · f1 blanques alfil · h1 blanques torre | 7 |
| 6 | a8 negres torre · b8 negres cavall · c8 negres alfil · d8 negres dama · e8 negres rei · f8 negres alfil · h8 negres torre · b7 negres peó · e7 negres peó · f7 negres peó · g7 negres peó · h7 negres peó · a6 negres peó · d6 negres peó · f6 negres cavall · d4 blanques cavall · e4 blanques peó · c3 blanques cavall · e3 blanques alfil · a2 blanques peó · b2 blanques peó · c2 blanques peó · f2 blanques peó · g2 blanques peó · h2 blanques peó · a1 blanques torre · d1 blanques dama · e1 blanques rei · f1 blanques alfil · h1 blanques torre | a8 negres torre · b8 negres cavall · c8 negres alfil · d8 negres dama · e8 negres rei · f8 negres alfil · h8 negres torre · b7 negres peó · e7 negres peó · f7 negres peó · g7 negres peó · h7 negres peó · a6 negres peó · d6 negres peó · f6 negres cavall · d4 blanques cavall · e4 blanques peó · c3 blanques cavall · e3 blanques alfil · a2 blanques peó · b2 blanques peó · c2 blanques peó · f2 blanques peó · g2 blanques peó · h2 blanques peó · a1 blanques torre · d1 blanques dama · e1 blanques rei · f1 blanques alfil · h1 blanques torre | a8 negres torre · b8 negres cavall · c8 negres alfil · d8 negres dama · e8 negres rei · f8 negres alfil · h8 negres torre · b7 negres peó · e7 negres peó · f7 negres peó · g7 negres peó · h7 negres peó · a6 negres peó · d6 negres peó · f6 negres cavall · d4 blanques cavall · e4 blanques peó · c3 blanques cavall · e3 blanques alfil · a2 blanques peó · b2 blanques peó · c2 blanques peó · f2 blanques peó · g2 blanques peó · h2 blanques peó · a1 blanques torre · d1 blanques dama · e1 blanques rei · f1 blanques alfil · h1 blanques torre | a8 negres torre · b8 negres cavall · c8 negres alfil · d8 negres dama · e8 negres rei · f8 negres alfil · h8 negres torre · b7 negres peó · e7 negres peó · f7 negres peó · g7 negres peó · h7 negres peó · a6 negres peó · d6 negres peó · f6 negres cavall · d4 blanques cavall · e4 blanques peó · c3 blanques cavall · e3 blanques alfil · a2 blanques peó · b2 blanques peó · c2 blanques peó · f2 blanques peó · g2 blanques peó · h2 blanques peó · a1 blanques torre · d1 blanques dama · e1 blanques rei · f1 blanques alfil · h1 blanques torre | a8 negres torre · b8 negres cavall · c8 negres alfil · d8 negres dama · e8 negres rei · f8 negres alfil · h8 negres torre · b7 negres peó · e7 negres peó · f7 negres peó · g7 negres peó · h7 negres peó · a6 negres peó · d6 negres peó · f6 negres cavall · d4 blanques cavall · e4 blanques peó · c3 blanques cavall · e3 blanques alfil · a2 blanques peó · b2 blanques peó · c2 blanques peó · f2 blanques peó · g2 blanques peó · h2 blanques peó · a1 blanques torre · d1 blanques dama · e1 blanques rei · f1 blanques alfil · h1 blanques torre | a8 negres torre · b8 negres cavall · c8 negres alfil · d8 negres dama · e8 negres rei · f8 negres alfil · h8 negres torre · b7 negres peó · e7 negres peó · f7 negres peó · g7 negres peó · h7 negres peó · a6 negres peó · d6 negres peó · f6 negres cavall · d4 blanques cavall · e4 blanques peó · c3 blanques cavall · e3 blanques alfil · a2 blanques peó · b2 blanques peó · c2 blanques peó · f2 blanques peó · g2 blanques peó · h2 blanques peó · a1 blanques torre · d1 blanques dama · e1 blanques rei · f1 blanques alfil · h1 blanques torre | a8 negres torre · b8 negres cavall · c8 negres alfil · d8 negres dama · e8 negres rei · f8 negres alfil · h8 negres torre · b7 negres peó · e7 negres peó · f7 negres peó · g7 negres peó · h7 negres peó · a6 negres peó · d6 negres peó · f6 negres cavall · d4 blanques cavall · e4 blanques peó · c3 blanques cavall · e3 blanques alfil · a2 blanques peó · b2 blanques peó · c2 blanques peó · f2 blanques peó · g2 blanques peó · h2 blanques peó · a1 blanques torre · d1 blanques dama · e1 blanques rei · f1 blanques alfil · h1 blanques torre | a8 negres torre · b8 negres cavall · c8 negres alfil · d8 negres dama · e8 negres rei · f8 negres alfil · h8 negres torre · b7 negres peó · e7 negres peó · f7 negres peó · g7 negres peó · h7 negres peó · a6 negres peó · d6 negres peó · f6 negres cavall · d4 blanques cavall · e4 blanques peó · c3 blanques cavall · e3 blanques alfil · a2 blanques peó · b2 blanques peó · c2 blanques peó · f2 blanques peó · g2 blanques peó · h2 blanques peó · a1 blanques torre · d1 blanques dama · e1 blanques rei · f1 blanques alfil · h1 blanques torre | 6 |
| 5 | a8 negres torre · b8 negres cavall · c8 negres alfil · d8 negres dama · e8 negres rei · f8 negres alfil · h8 negres torre · b7 negres peó · e7 negres peó · f7 negres peó · g7 negres peó · h7 negres peó · a6 negres peó · d6 negres peó · f6 negres cavall · d4 blanques cavall · e4 blanques peó · c3 blanques cavall · e3 blanques alfil · a2 blanques peó · b2 blanques peó · c2 blanques peó · f2 blanques peó · g2 blanques peó · h2 blanques peó · a1 blanques torre · d1 blanques dama · e1 blanques rei · f1 blanques alfil · h1 blanques torre | a8 negres torre · b8 negres cavall · c8 negres alfil · d8 negres dama · e8 negres rei · f8 negres alfil · h8 negres torre · b7 negres peó · e7 negres peó · f7 negres peó · g7 negres peó · h7 negres peó · a6 negres peó · d6 negres peó · f6 negres cavall · d4 blanques cavall · e4 blanques peó · c3 blanques cavall · e3 blanques alfil · a2 blanques peó · b2 blanques peó · c2 blanques peó · f2 blanques peó · g2 blanques peó · h2 blanques peó · a1 blanques torre · d1 blanques dama · e1 blanques rei · f1 blanques alfil · h1 blanques torre | a8 negres torre · b8 negres cavall · c8 negres alfil · d8 negres dama · e8 negres rei · f8 negres alfil · h8 negres torre · b7 negres peó · e7 negres peó · f7 negres peó · g7 negres peó · h7 negres peó · a6 negres peó · d6 negres peó · f6 negres cavall · d4 blanques cavall · e4 blanques peó · c3 blanques cavall · e3 blanques alfil · a2 blanques peó · b2 blanques peó · c2 blanques peó · f2 blanques peó · g2 blanques peó · h2 blanques peó · a1 blanques torre · d1 blanques dama · e1 blanques rei · f1 blanques alfil · h1 blanques torre | a8 negres torre · b8 negres cavall · c8 negres alfil · d8 negres dama · e8 negres rei · f8 negres alfil · h8 negres torre · b7 negres peó · e7 negres peó · f7 negres peó · g7 negres peó · h7 negres peó · a6 negres peó · d6 negres peó · f6 negres cavall · d4 blanques cavall · e4 blanques peó · c3 blanques cavall · e3 blanques alfil · a2 blanques peó · b2 blanques peó · c2 blanques peó · f2 blanques peó · g2 blanques peó · h2 blanques peó · a1 blanques torre · d1 blanques dama · e1 blanques rei · f1 blanques alfil · h1 blanques torre | a8 negres torre · b8 negres cavall · c8 negres alfil · d8 negres dama · e8 negres rei · f8 negres alfil · h8 negres torre · b7 negres peó · e7 negres peó · f7 negres peó · g7 negres peó · h7 negres peó · a6 negres peó · d6 negres peó · f6 negres cavall · d4 blanques cavall · e4 blanques peó · c3 blanques cavall · e3 blanques alfil · a2 blanques peó · b2 blanques peó · c2 blanques peó · f2 blanques peó · g2 blanques peó · h2 blanques peó · a1 blanques torre · d1 blanques dama · e1 blanques rei · f1 blanques alfil · h1 blanques torre | a8 negres torre · b8 negres cavall · c8 negres alfil · d8 negres dama · e8 negres rei · f8 negres alfil · h8 negres torre · b7 negres peó · e7 negres peó · f7 negres peó · g7 negres peó · h7 negres peó · a6 negres peó · d6 negres peó · f6 negres cavall · d4 blanques cavall · e4 blanques peó · c3 blanques cavall · e3 blanques alfil · a2 blanques peó · b2 blanques peó · c2 blanques peó · f2 blanques peó · g2 blanques peó · h2 blanques peó · a1 blanques torre · d1 blanques dama · e1 blanques rei · f1 blanques alfil · h1 blanques torre | a8 negres torre · b8 negres cavall · c8 negres alfil · d8 negres dama · e8 negres rei · f8 negres alfil · h8 negres torre · b7 negres peó · e7 negres peó · f7 negres peó · g7 negres peó · h7 negres peó · a6 negres peó · d6 negres peó · f6 negres cavall · d4 blanques cavall · e4 blanques peó · c3 blanques cavall · e3 blanques alfil · a2 blanques peó · b2 blanques peó · c2 blanques peó · f2 blanques peó · g2 blanques peó · h2 blanques peó · a1 blanques torre · d1 blanques dama · e1 blanques rei · f1 blanques alfil · h1 blanques torre | a8 negres torre · b8 negres cavall · c8 negres alfil · d8 negres dama · e8 negres rei · f8 negres alfil · h8 negres torre · b7 negres peó · e7 negres peó · f7 negres peó · g7 negres peó · h7 negres peó · a6 negres peó · d6 negres peó · f6 negres cavall · d4 blanques cavall · e4 blanques peó · c3 blanques cavall · e3 blanques alfil · a2 blanques peó · b2 blanques peó · c2 blanques peó · f2 blanques peó · g2 blanques peó · h2 blanques peó · a1 blanques torre · d1 blanques dama · e1 blanques rei · f1 blanques alfil · h1 blanques torre | 5 |
| 4 | a8 negres torre · b8 negres cavall · c8 negres alfil · d8 negres dama · e8 negres rei · f8 negres alfil · h8 negres torre · b7 negres peó · e7 negres peó · f7 negres peó · g7 negres peó · h7 negres peó · a6 negres peó · d6 negres peó · f6 negres cavall · d4 blanques cavall · e4 blanques peó · c3 blanques cavall · e3 blanques alfil · a2 blanques peó · b2 blanques peó · c2 blanques peó · f2 blanques peó · g2 blanques peó · h2 blanques peó · a1 blanques torre · d1 blanques dama · e1 blanques rei · f1 blanques alfil · h1 blanques torre | a8 negres torre · b8 negres cavall · c8 negres alfil · d8 negres dama · e8 negres rei · f8 negres alfil · h8 negres torre · b7 negres peó · e7 negres peó · f7 negres peó · g7 negres peó · h7 negres peó · a6 negres peó · d6 negres peó · f6 negres cavall · d4 blanques cavall · e4 blanques peó · c3 blanques cavall · e3 blanques alfil · a2 blanques peó · b2 blanques peó · c2 blanques peó · f2 blanques peó · g2 blanques peó · h2 blanques peó · a1 blanques torre · d1 blanques dama · e1 blanques rei · f1 blanques alfil · h1 blanques torre | a8 negres torre · b8 negres cavall · c8 negres alfil · d8 negres dama · e8 negres rei · f8 negres alfil · h8 negres torre · b7 negres peó · e7 negres peó · f7 negres peó · g7 negres peó · h7 negres peó · a6 negres peó · d6 negres peó · f6 negres cavall · d4 blanques cavall · e4 blanques peó · c3 blanques cavall · e3 blanques alfil · a2 blanques peó · b2 blanques peó · c2 blanques peó · f2 blanques peó · g2 blanques peó · h2 blanques peó · a1 blanques torre · d1 blanques dama · e1 blanques rei · f1 blanques alfil · h1 blanques torre | a8 negres torre · b8 negres cavall · c8 negres alfil · d8 negres dama · e8 negres rei · f8 negres alfil · h8 negres torre · b7 negres peó · e7 negres peó · f7 negres peó · g7 negres peó · h7 negres peó · a6 negres peó · d6 negres peó · f6 negres cavall · d4 blanques cavall · e4 blanques peó · c3 blanques cavall · e3 blanques alfil · a2 blanques peó · b2 blanques peó · c2 blanques peó · f2 blanques peó · g2 blanques peó · h2 blanques peó · a1 blanques torre · d1 blanques dama · e1 blanques rei · f1 blanques alfil · h1 blanques torre | a8 negres torre · b8 negres cavall · c8 negres alfil · d8 negres dama · e8 negres rei · f8 negres alfil · h8 negres torre · b7 negres peó · e7 negres peó · f7 negres peó · g7 negres peó · h7 negres peó · a6 negres peó · d6 negres peó · f6 negres cavall · d4 blanques cavall · e4 blanques peó · c3 blanques cavall · e3 blanques alfil · a2 blanques peó · b2 blanques peó · c2 blanques peó · f2 blanques peó · g2 blanques peó · h2 blanques peó · a1 blanques torre · d1 blanques dama · e1 blanques rei · f1 blanques alfil · h1 blanques torre | a8 negres torre · b8 negres cavall · c8 negres alfil · d8 negres dama · e8 negres rei · f8 negres alfil · h8 negres torre · b7 negres peó · e7 negres peó · f7 negres peó · g7 negres peó · h7 negres peó · a6 negres peó · d6 negres peó · f6 negres cavall · d4 blanques cavall · e4 blanques peó · c3 blanques cavall · e3 blanques alfil · a2 blanques peó · b2 blanques peó · c2 blanques peó · f2 blanques peó · g2 blanques peó · h2 blanques peó · a1 blanques torre · d1 blanques dama · e1 blanques rei · f1 blanques alfil · h1 blanques torre | a8 negres torre · b8 negres cavall · c8 negres alfil · d8 negres dama · e8 negres rei · f8 negres alfil · h8 negres torre · b7 negres peó · e7 negres peó · f7 negres peó · g7 negres peó · h7 negres peó · a6 negres peó · d6 negres peó · f6 negres cavall · d4 blanques cavall · e4 blanques peó · c3 blanques cavall · e3 blanques alfil · a2 blanques peó · b2 blanques peó · c2 blanques peó · f2 blanques peó · g2 blanques peó · h2 blanques peó · a1 blanques torre · d1 blanques dama · e1 blanques rei · f1 blanques alfil · h1 blanques torre | a8 negres torre · b8 negres cavall · c8 negres alfil · d8 negres dama · e8 negres rei · f8 negres alfil · h8 negres torre · b7 negres peó · e7 negres peó · f7 negres peó · g7 negres peó · h7 negres peó · a6 negres peó · d6 negres peó · f6 negres cavall · d4 blanques cavall · e4 blanques peó · c3 blanques cavall · e3 blanques alfil · a2 blanques peó · b2 blanques peó · c2 blanques peó · f2 blanques peó · g2 blanques peó · h2 blanques peó · a1 blanques torre · d1 blanques dama · e1 blanques rei · f1 blanques alfil · h1 blanques torre | 4 |
| 3 | a8 negres torre · b8 negres cavall · c8 negres alfil · d8 negres dama · e8 negres rei · f8 negres alfil · h8 negres torre · b7 negres peó · e7 negres peó · f7 negres peó · g7 negres peó · h7 negres peó · a6 negres peó · d6 negres peó · f6 negres cavall · d4 blanques cavall · e4 blanques peó · c3 blanques cavall · e3 blanques alfil · a2 blanques peó · b2 blanques peó · c2 blanques peó · f2 blanques peó · g2 blanques peó · h2 blanques peó · a1 blanques torre · d1 blanques dama · e1 blanques rei · f1 blanques alfil · h1 blanques torre | a8 negres torre · b8 negres cavall · c8 negres alfil · d8 negres dama · e8 negres rei · f8 negres alfil · h8 negres torre · b7 negres peó · e7 negres peó · f7 negres peó · g7 negres peó · h7 negres peó · a6 negres peó · d6 negres peó · f6 negres cavall · d4 blanques cavall · e4 blanques peó · c3 blanques cavall · e3 blanques alfil · a2 blanques peó · b2 blanques peó · c2 blanques peó · f2 blanques peó · g2 blanques peó · h2 blanques peó · a1 blanques torre · d1 blanques dama · e1 blanques rei · f1 blanques alfil · h1 blanques torre | a8 negres torre · b8 negres cavall · c8 negres alfil · d8 negres dama · e8 negres rei · f8 negres alfil · h8 negres torre · b7 negres peó · e7 negres peó · f7 negres peó · g7 negres peó · h7 negres peó · a6 negres peó · d6 negres peó · f6 negres cavall · d4 blanques cavall · e4 blanques peó · c3 blanques cavall · e3 blanques alfil · a2 blanques peó · b2 blanques peó · c2 blanques peó · f2 blanques peó · g2 blanques peó · h2 blanques peó · a1 blanques torre · d1 blanques dama · e1 blanques rei · f1 blanques alfil · h1 blanques torre | a8 negres torre · b8 negres cavall · c8 negres alfil · d8 negres dama · e8 negres rei · f8 negres alfil · h8 negres torre · b7 negres peó · e7 negres peó · f7 negres peó · g7 negres peó · h7 negres peó · a6 negres peó · d6 negres peó · f6 negres cavall · d4 blanques cavall · e4 blanques peó · c3 blanques cavall · e3 blanques alfil · a2 blanques peó · b2 blanques peó · c2 blanques peó · f2 blanques peó · g2 blanques peó · h2 blanques peó · a1 blanques torre · d1 blanques dama · e1 blanques rei · f1 blanques alfil · h1 blanques torre | a8 negres torre · b8 negres cavall · c8 negres alfil · d8 negres dama · e8 negres rei · f8 negres alfil · h8 negres torre · b7 negres peó · e7 negres peó · f7 negres peó · g7 negres peó · h7 negres peó · a6 negres peó · d6 negres peó · f6 negres cavall · d4 blanques cavall · e4 blanques peó · c3 blanques cavall · e3 blanques alfil · a2 blanques peó · b2 blanques peó · c2 blanques peó · f2 blanques peó · g2 blanques peó · h2 blanques peó · a1 blanques torre · d1 blanques dama · e1 blanques rei · f1 blanques alfil · h1 blanques torre | a8 negres torre · b8 negres cavall · c8 negres alfil · d8 negres dama · e8 negres rei · f8 negres alfil · h8 negres torre · b7 negres peó · e7 negres peó · f7 negres peó · g7 negres peó · h7 negres peó · a6 negres peó · d6 negres peó · f6 negres cavall · d4 blanques cavall · e4 blanques peó · c3 blanques cavall · e3 blanques alfil · a2 blanques peó · b2 blanques peó · c2 blanques peó · f2 blanques peó · g2 blanques peó · h2 blanques peó · a1 blanques torre · d1 blanques dama · e1 blanques rei · f1 blanques alfil · h1 blanques torre | a8 negres torre · b8 negres cavall · c8 negres alfil · d8 negres dama · e8 negres rei · f8 negres alfil · h8 negres torre · b7 negres peó · e7 negres peó · f7 negres peó · g7 negres peó · h7 negres peó · a6 negres peó · d6 negres peó · f6 negres cavall · d4 blanques cavall · e4 blanques peó · c3 blanques cavall · e3 blanques alfil · a2 blanques peó · b2 blanques peó · c2 blanques peó · f2 blanques peó · g2 blanques peó · h2 blanques peó · a1 blanques torre · d1 blanques dama · e1 blanques rei · f1 blanques alfil · h1 blanques torre | a8 negres torre · b8 negres cavall · c8 negres alfil · d8 negres dama · e8 negres rei · f8 negres alfil · h8 negres torre · b7 negres peó · e7 negres peó · f7 negres peó · g7 negres peó · h7 negres peó · a6 negres peó · d6 negres peó · f6 negres cavall · d4 blanques cavall · e4 blanques peó · c3 blanques cavall · e3 blanques alfil · a2 blanques peó · b2 blanques peó · c2 blanques peó · f2 blanques peó · g2 blanques peó · h2 blanques peó · a1 blanques torre · d1 blanques dama · e1 blanques rei · f1 blanques alfil · h1 blanques torre | 3 |
| 2 | a8 negres torre · b8 negres cavall · c8 negres alfil · d8 negres dama · e8 negres rei · f8 negres alfil · h8 negres torre · b7 negres peó · e7 negres peó · f7 negres peó · g7 negres peó · h7 negres peó · a6 negres peó · d6 negres peó · f6 negres cavall · d4 blanques cavall · e4 blanques peó · c3 blanques cavall · e3 blanques alfil · a2 blanques peó · b2 blanques peó · c2 blanques peó · f2 blanques peó · g2 blanques peó · h2 blanques peó · a1 blanques torre · d1 blanques dama · e1 blanques rei · f1 blanques alfil · h1 blanques torre | a8 negres torre · b8 negres cavall · c8 negres alfil · d8 negres dama · e8 negres rei · f8 negres alfil · h8 negres torre · b7 negres peó · e7 negres peó · f7 negres peó · g7 negres peó · h7 negres peó · a6 negres peó · d6 negres peó · f6 negres cavall · d4 blanques cavall · e4 blanques peó · c3 blanques cavall · e3 blanques alfil · a2 blanques peó · b2 blanques peó · c2 blanques peó · f2 blanques peó · g2 blanques peó · h2 blanques peó · a1 blanques torre · d1 blanques dama · e1 blanques rei · f1 blanques alfil · h1 blanques torre | a8 negres torre · b8 negres cavall · c8 negres alfil · d8 negres dama · e8 negres rei · f8 negres alfil · h8 negres torre · b7 negres peó · e7 negres peó · f7 negres peó · g7 negres peó · h7 negres peó · a6 negres peó · d6 negres peó · f6 negres cavall · d4 blanques cavall · e4 blanques peó · c3 blanques cavall · e3 blanques alfil · a2 blanques peó · b2 blanques peó · c2 blanques peó · f2 blanques peó · g2 blanques peó · h2 blanques peó · a1 blanques torre · d1 blanques dama · e1 blanques rei · f1 blanques alfil · h1 blanques torre | a8 negres torre · b8 negres cavall · c8 negres alfil · d8 negres dama · e8 negres rei · f8 negres alfil · h8 negres torre · b7 negres peó · e7 negres peó · f7 negres peó · g7 negres peó · h7 negres peó · a6 negres peó · d6 negres peó · f6 negres cavall · d4 blanques cavall · e4 blanques peó · c3 blanques cavall · e3 blanques alfil · a2 blanques peó · b2 blanques peó · c2 blanques peó · f2 blanques peó · g2 blanques peó · h2 blanques peó · a1 blanques torre · d1 blanques dama · e1 blanques rei · f1 blanques alfil · h1 blanques torre | a8 negres torre · b8 negres cavall · c8 negres alfil · d8 negres dama · e8 negres rei · f8 negres alfil · h8 negres torre · b7 negres peó · e7 negres peó · f7 negres peó · g7 negres peó · h7 negres peó · a6 negres peó · d6 negres peó · f6 negres cavall · d4 blanques cavall · e4 blanques peó · c3 blanques cavall · e3 blanques alfil · a2 blanques peó · b2 blanques peó · c2 blanques peó · f2 blanques peó · g2 blanques peó · h2 blanques peó · a1 blanques torre · d1 blanques dama · e1 blanques rei · f1 blanques alfil · h1 blanques torre | a8 negres torre · b8 negres cavall · c8 negres alfil · d8 negres dama · e8 negres rei · f8 negres alfil · h8 negres torre · b7 negres peó · e7 negres peó · f7 negres peó · g7 negres peó · h7 negres peó · a6 negres peó · d6 negres peó · f6 negres cavall · d4 blanques cavall · e4 blanques peó · c3 blanques cavall · e3 blanques alfil · a2 blanques peó · b2 blanques peó · c2 blanques peó · f2 blanques peó · g2 blanques peó · h2 blanques peó · a1 blanques torre · d1 blanques dama · e1 blanques rei · f1 blanques alfil · h1 blanques torre | a8 negres torre · b8 negres cavall · c8 negres alfil · d8 negres dama · e8 negres rei · f8 negres alfil · h8 negres torre · b7 negres peó · e7 negres peó · f7 negres peó · g7 negres peó · h7 negres peó · a6 negres peó · d6 negres peó · f6 negres cavall · d4 blanques cavall · e4 blanques peó · c3 blanques cavall · e3 blanques alfil · a2 blanques peó · b2 blanques peó · c2 blanques peó · f2 blanques peó · g2 blanques peó · h2 blanques peó · a1 blanques torre · d1 blanques dama · e1 blanques rei · f1 blanques alfil · h1 blanques torre | a8 negres torre · b8 negres cavall · c8 negres alfil · d8 negres dama · e8 negres rei · f8 negres alfil · h8 negres torre · b7 negres peó · e7 negres peó · f7 negres peó · g7 negres peó · h7 negres peó · a6 negres peó · d6 negres peó · f6 negres cavall · d4 blanques cavall · e4 blanques peó · c3 blanques cavall · e3 blanques alfil · a2 blanques peó · b2 blanques peó · c2 blanques peó · f2 blanques peó · g2 blanques peó · h2 blanques peó · a1 blanques torre · d1 blanques dama · e1 blanques rei · f1 blanques alfil · h1 blanques torre | 2 |
| 1 | a8 negres torre · b8 negres cavall · c8 negres alfil · d8 negres dama · e8 negres rei · f8 negres alfil · h8 negres torre · b7 negres peó · e7 negres peó · f7 negres peó · g7 negres peó · h7 negres peó · a6 negres peó · d6 negres peó · f6 negres cavall · d4 blanques cavall · e4 blanques peó · c3 blanques cavall · e3 blanques alfil · a2 blanques peó · b2 blanques peó · c2 blanques peó · f2 blanques peó · g2 blanques peó · h2 blanques peó · a1 blanques torre · d1 blanques dama · e1 blanques rei · f1 blanques alfil · h1 blanques torre | a8 negres torre · b8 negres cavall · c8 negres alfil · d8 negres dama · e8 negres rei · f8 negres alfil · h8 negres torre · b7 negres peó · e7 negres peó · f7 negres peó · g7 negres peó · h7 negres peó · a6 negres peó · d6 negres peó · f6 negres cavall · d4 blanques cavall · e4 blanques peó · c3 blanques cavall · e3 blanques alfil · a2 blanques peó · b2 blanques peó · c2 blanques peó · f2 blanques peó · g2 blanques peó · h2 blanques peó · a1 blanques torre · d1 blanques dama · e1 blanques rei · f1 blanques alfil · h1 blanques torre | a8 negres torre · b8 negres cavall · c8 negres alfil · d8 negres dama · e8 negres rei · f8 negres alfil · h8 negres torre · b7 negres peó · e7 negres peó · f7 negres peó · g7 negres peó · h7 negres peó · a6 negres peó · d6 negres peó · f6 negres cavall · d4 blanques cavall · e4 blanques peó · c3 blanques cavall · e3 blanques alfil · a2 blanques peó · b2 blanques peó · c2 blanques peó · f2 blanques peó · g2 blanques peó · h2 blanques peó · a1 blanques torre · d1 blanques dama · e1 blanques rei · f1 blanques alfil · h1 blanques torre | a8 negres torre · b8 negres cavall · c8 negres alfil · d8 negres dama · e8 negres rei · f8 negres alfil · h8 negres torre · b7 negres peó · e7 negres peó · f7 negres peó · g7 negres peó · h7 negres peó · a6 negres peó · d6 negres peó · f6 negres cavall · d4 blanques cavall · e4 blanques peó · c3 blanques cavall · e3 blanques alfil · a2 blanques peó · b2 blanques peó · c2 blanques peó · f2 blanques peó · g2 blanques peó · h2 blanques peó · a1 blanques torre · d1 blanques dama · e1 blanques rei · f1 blanques alfil · h1 blanques torre | a8 negres torre · b8 negres cavall · c8 negres alfil · d8 negres dama · e8 negres rei · f8 negres alfil · h8 negres torre · b7 negres peó · e7 negres peó · f7 negres peó · g7 negres peó · h7 negres peó · a6 negres peó · d6 negres peó · f6 negres cavall · d4 blanques cavall · e4 blanques peó · c3 blanques cavall · e3 blanques alfil · a2 blanques peó · b2 blanques peó · c2 blanques peó · f2 blanques peó · g2 blanques peó · h2 blanques peó · a1 blanques torre · d1 blanques dama · e1 blanques rei · f1 blanques alfil · h1 blanques torre | a8 negres torre · b8 negres cavall · c8 negres alfil · d8 negres dama · e8 negres rei · f8 negres alfil · h8 negres torre · b7 negres peó · e7 negres peó · f7 negres peó · g7 negres peó · h7 negres peó · a6 negres peó · d6 negres peó · f6 negres cavall · d4 blanques cavall · e4 blanques peó · c3 blanques cavall · e3 blanques alfil · a2 blanques peó · b2 blanques peó · c2 blanques peó · f2 blanques peó · g2 blanques peó · h2 blanques peó · a1 blanques torre · d1 blanques dama · e1 blanques rei · f1 blanques alfil · h1 blanques torre | a8 negres torre · b8 negres cavall · c8 negres alfil · d8 negres dama · e8 negres rei · f8 negres alfil · h8 negres torre · b7 negres peó · e7 negres peó · f7 negres peó · g7 negres peó · h7 negres peó · a6 negres peó · d6 negres peó · f6 negres cavall · d4 blanques cavall · e4 blanques peó · c3 blanques cavall · e3 blanques alfil · a2 blanques peó · b2 blanques peó · c2 blanques peó · f2 blanques peó · g2 blanques peó · h2 blanques peó · a1 blanques torre · d1 blanques dama · e1 blanques rei · f1 blanques alfil · h1 blanques torre | a8 negres torre · b8 negres cavall · c8 negres alfil · d8 negres dama · e8 negres rei · f8 negres alfil · h8 negres torre · b7 negres peó · e7 negres peó · f7 negres peó · g7 negres peó · h7 negres peó · a6 negres peó · d6 negres peó · f6 negres cavall · d4 blanques cavall · e4 blanques peó · c3 blanques cavall · e3 blanques alfil · a2 blanques peó · b2 blanques peó · c2 blanques peó · f2 blanques peó · g2 blanques peó · h2 blanques peó · a1 blanques torre · d1 blanques dama · e1 blanques rei · f1 blanques alfil · h1 blanques torre | 1 |
|   | a | b | c | d | e | f | g | h |   |

Aquest ha esdevingut la línia moderna principal. Des de l'inici de la dècada del 1990, l'atac anglès, 6. Ae3 seguit de f3, g4, Dd2 i 0-0-0 en un ordre, ha esdevingut fortament popular i ha estat intensament analitzat. Les negres tenen tres opcions principals:
- La clàssica 6... e5. Després de 7. Cb3, les negres normalment continuen amb 7... Ae6, intentant controlar la casella d5. La continuació més comuna és llavors 8. f3, permeten a les blanques jugar Dd2 en el proper moviment. Si les blanques intenten jugar 8. Dd2, llavors les negres podrien respondre amb 8... Cg4.
- Intentar trasposar la Scheveningen jugant 6... e6. Les blanques poden optar tant per l'atac anglès estàndard jugant 7. f3 com intentar el fort atac hungarès (també conegut com a atac Perenyi) jugant 7. g4.
- Moviment de cavall: 6... Cg4. Les blanques continuen amb: 7. Ag5 h6 8. Ah4 g5 9. Ag3 Ag7 però la naturalesa d'aquesta posició és força diferent d'altres que sorgeixen després de 6... e6 i 6... e5 així que algunes vegades les blanques eviten aquest moviment de cavall jugant 6. f3 en comptes de 6. Ae3. De totes maneres, al costat d'eliminar l'opció de jugar l'atac hungarès abans mencionat, donen a les negres altres possibilitats com 6... Db6 i 6... b5.
- Una aproximació a Verbeterde List: 6... Cbd7. La idea d'aquest moviment és entrar en l'atac anglès evitant l'atac Perenyi. 7. g4 és menys perillós ara perquè amb 6... Cbd7 les negres són més flexibles, ja que l'alfil de c8 pot ara atacar g4 i el cavall de d7 pot saltar en interessants caselles.

### Atac Fischer–Sozin: 6.Ac4
Introduït per Veniamín Sozin a la dècada del 1930, va rebre poca atenció fins que Fischer el va adoptar regularment, i va ser freqüent veure'l en torneigs d'alt nivell durant els anys 1970. Les blanques fan 6. Ac4 amb la idea de jugar contra f7, així les negres contesten amb 6... e6 7. Ab3 b5. La Sozin ha esdevingut menys popular perqué amb 6... e6 7. Ab3 Cbd7 on les negres intentaran seguir amb ...Cc5 més tard. És possible evitar l'opció Cbd7 amb 7. 0-0, però això trenca tota possibilitat de fer l'agressiu enroc llarg.

### Variant Clàssica/Opocensky: 6.Ae2
Gràcies als bons resultats obtinguts per diversos jugadors amb aquesta variant, les blanques sovint juguen 6.Ae2 i obtenen una partida molt més tranquil·la, més posicional, amb la qual cosa les negres tenen l'opció de transposar amb la variant Scheveningen jugant 6... e6 o mantenir la partida en línies de la Nadjorf amb 6... e5. Una altra opció és jugar 6... Cbd7, dins l'esperit de la Verbeterde List. És per aquesta raó que aquesta variant és anomenada The Verbeterde List Unlimited.

### Variant Amsterdam: 6.f4
|   | a | b | c | d | e | f | g | h |   |
| 8 | a8 negres torre · b8 negres cavall · c8 negres alfil · d8 negres dama · e8 negres rei · f8 negres alfil · h8 negres torre · b7 negres peó · e7 negres peó · f7 negres peó · g7 negres peó · h7 negres peó · a6 negres peó · d6 negres peó · f6 negres cavall · d4 blanques cavall · e4 blanques peó · f4 blanques peó · c3 blanques cavall · a2 blanques peó · b2 blanques peó · c2 blanques peó · g2 blanques peó · h2 blanques peó · a1 blanques torre · c1 blanques alfil · d1 blanques dama · e1 blanques rei · f1 blanques alfil · h1 blanques torre | a8 negres torre · b8 negres cavall · c8 negres alfil · d8 negres dama · e8 negres rei · f8 negres alfil · h8 negres torre · b7 negres peó · e7 negres peó · f7 negres peó · g7 negres peó · h7 negres peó · a6 negres peó · d6 negres peó · f6 negres cavall · d4 blanques cavall · e4 blanques peó · f4 blanques peó · c3 blanques cavall · a2 blanques peó · b2 blanques peó · c2 blanques peó · g2 blanques peó · h2 blanques peó · a1 blanques torre · c1 blanques alfil · d1 blanques dama · e1 blanques rei · f1 blanques alfil · h1 blanques torre | a8 negres torre · b8 negres cavall · c8 negres alfil · d8 negres dama · e8 negres rei · f8 negres alfil · h8 negres torre · b7 negres peó · e7 negres peó · f7 negres peó · g7 negres peó · h7 negres peó · a6 negres peó · d6 negres peó · f6 negres cavall · d4 blanques cavall · e4 blanques peó · f4 blanques peó · c3 blanques cavall · a2 blanques peó · b2 blanques peó · c2 blanques peó · g2 blanques peó · h2 blanques peó · a1 blanques torre · c1 blanques alfil · d1 blanques dama · e1 blanques rei · f1 blanques alfil · h1 blanques torre | a8 negres torre · b8 negres cavall · c8 negres alfil · d8 negres dama · e8 negres rei · f8 negres alfil · h8 negres torre · b7 negres peó · e7 negres peó · f7 negres peó · g7 negres peó · h7 negres peó · a6 negres peó · d6 negres peó · f6 negres cavall · d4 blanques cavall · e4 blanques peó · f4 blanques peó · c3 blanques cavall · a2 blanques peó · b2 blanques peó · c2 blanques peó · g2 blanques peó · h2 blanques peó · a1 blanques torre · c1 blanques alfil · d1 blanques dama · e1 blanques rei · f1 blanques alfil · h1 blanques torre | a8 negres torre · b8 negres cavall · c8 negres alfil · d8 negres dama · e8 negres rei · f8 negres alfil · h8 negres torre · b7 negres peó · e7 negres peó · f7 negres peó · g7 negres peó · h7 negres peó · a6 negres peó · d6 negres peó · f6 negres cavall · d4 blanques cavall · e4 blanques peó · f4 blanques peó · c3 blanques cavall · a2 blanques peó · b2 blanques peó · c2 blanques peó · g2 blanques peó · h2 blanques peó · a1 blanques torre · c1 blanques alfil · d1 blanques dama · e1 blanques rei · f1 blanques alfil · h1 blanques torre | a8 negres torre · b8 negres cavall · c8 negres alfil · d8 negres dama · e8 negres rei · f8 negres alfil · h8 negres torre · b7 negres peó · e7 negres peó · f7 negres peó · g7 negres peó · h7 negres peó · a6 negres peó · d6 negres peó · f6 negres cavall · d4 blanques cavall · e4 blanques peó · f4 blanques peó · c3 blanques cavall · a2 blanques peó · b2 blanques peó · c2 blanques peó · g2 blanques peó · h2 blanques peó · a1 blanques torre · c1 blanques alfil · d1 blanques dama · e1 blanques rei · f1 blanques alfil · h1 blanques torre | a8 negres torre · b8 negres cavall · c8 negres alfil · d8 negres dama · e8 negres rei · f8 negres alfil · h8 negres torre · b7 negres peó · e7 negres peó · f7 negres peó · g7 negres peó · h7 negres peó · a6 negres peó · d6 negres peó · f6 negres cavall · d4 blanques cavall · e4 blanques peó · f4 blanques peó · c3 blanques cavall · a2 blanques peó · b2 blanques peó · c2 blanques peó · g2 blanques peó · h2 blanques peó · a1 blanques torre · c1 blanques alfil · d1 blanques dama · e1 blanques rei · f1 blanques alfil · h1 blanques torre | a8 negres torre · b8 negres cavall · c8 negres alfil · d8 negres dama · e8 negres rei · f8 negres alfil · h8 negres torre · b7 negres peó · e7 negres peó · f7 negres peó · g7 negres peó · h7 negres peó · a6 negres peó · d6 negres peó · f6 negres cavall · d4 blanques cavall · e4 blanques peó · f4 blanques peó · c3 blanques cavall · a2 blanques peó · b2 blanques peó · c2 blanques peó · g2 blanques peó · h2 blanques peó · a1 blanques torre · c1 blanques alfil · d1 blanques dama · e1 blanques rei · f1 blanques alfil · h1 blanques torre | 8 |
| 7 | a8 negres torre · b8 negres cavall · c8 negres alfil · d8 negres dama · e8 negres rei · f8 negres alfil · h8 negres torre · b7 negres peó · e7 negres peó · f7 negres peó · g7 negres peó · h7 negres peó · a6 negres peó · d6 negres peó · f6 negres cavall · d4 blanques cavall · e4 blanques peó · f4 blanques peó · c3 blanques cavall · a2 blanques peó · b2 blanques peó · c2 blanques peó · g2 blanques peó · h2 blanques peó · a1 blanques torre · c1 blanques alfil · d1 blanques dama · e1 blanques rei · f1 blanques alfil · h1 blanques torre | a8 negres torre · b8 negres cavall · c8 negres alfil · d8 negres dama · e8 negres rei · f8 negres alfil · h8 negres torre · b7 negres peó · e7 negres peó · f7 negres peó · g7 negres peó · h7 negres peó · a6 negres peó · d6 negres peó · f6 negres cavall · d4 blanques cavall · e4 blanques peó · f4 blanques peó · c3 blanques cavall · a2 blanques peó · b2 blanques peó · c2 blanques peó · g2 blanques peó · h2 blanques peó · a1 blanques torre · c1 blanques alfil · d1 blanques dama · e1 blanques rei · f1 blanques alfil · h1 blanques torre | a8 negres torre · b8 negres cavall · c8 negres alfil · d8 negres dama · e8 negres rei · f8 negres alfil · h8 negres torre · b7 negres peó · e7 negres peó · f7 negres peó · g7 negres peó · h7 negres peó · a6 negres peó · d6 negres peó · f6 negres cavall · d4 blanques cavall · e4 blanques peó · f4 blanques peó · c3 blanques cavall · a2 blanques peó · b2 blanques peó · c2 blanques peó · g2 blanques peó · h2 blanques peó · a1 blanques torre · c1 blanques alfil · d1 blanques dama · e1 blanques rei · f1 blanques alfil · h1 blanques torre | a8 negres torre · b8 negres cavall · c8 negres alfil · d8 negres dama · e8 negres rei · f8 negres alfil · h8 negres torre · b7 negres peó · e7 negres peó · f7 negres peó · g7 negres peó · h7 negres peó · a6 negres peó · d6 negres peó · f6 negres cavall · d4 blanques cavall · e4 blanques peó · f4 blanques peó · c3 blanques cavall · a2 blanques peó · b2 blanques peó · c2 blanques peó · g2 blanques peó · h2 blanques peó · a1 blanques torre · c1 blanques alfil · d1 blanques dama · e1 blanques rei · f1 blanques alfil · h1 blanques torre | a8 negres torre · b8 negres cavall · c8 negres alfil · d8 negres dama · e8 negres rei · f8 negres alfil · h8 negres torre · b7 negres peó · e7 negres peó · f7 negres peó · g7 negres peó · h7 negres peó · a6 negres peó · d6 negres peó · f6 negres cavall · d4 blanques cavall · e4 blanques peó · f4 blanques peó · c3 blanques cavall · a2 blanques peó · b2 blanques peó · c2 blanques peó · g2 blanques peó · h2 blanques peó · a1 blanques torre · c1 blanques alfil · d1 blanques dama · e1 blanques rei · f1 blanques alfil · h1 blanques torre | a8 negres torre · b8 negres cavall · c8 negres alfil · d8 negres dama · e8 negres rei · f8 negres alfil · h8 negres torre · b7 negres peó · e7 negres peó · f7 negres peó · g7 negres peó · h7 negres peó · a6 negres peó · d6 negres peó · f6 negres cavall · d4 blanques cavall · e4 blanques peó · f4 blanques peó · c3 blanques cavall · a2 blanques peó · b2 blanques peó · c2 blanques peó · g2 blanques peó · h2 blanques peó · a1 blanques torre · c1 blanques alfil · d1 blanques dama · e1 blanques rei · f1 blanques alfil · h1 blanques torre | a8 negres torre · b8 negres cavall · c8 negres alfil · d8 negres dama · e8 negres rei · f8 negres alfil · h8 negres torre · b7 negres peó · e7 negres peó · f7 negres peó · g7 negres peó · h7 negres peó · a6 negres peó · d6 negres peó · f6 negres cavall · d4 blanques cavall · e4 blanques peó · f4 blanques peó · c3 blanques cavall · a2 blanques peó · b2 blanques peó · c2 blanques peó · g2 blanques peó · h2 blanques peó · a1 blanques torre · c1 blanques alfil · d1 blanques dama · e1 blanques rei · f1 blanques alfil · h1 blanques torre | a8 negres torre · b8 negres cavall · c8 negres alfil · d8 negres dama · e8 negres rei · f8 negres alfil · h8 negres torre · b7 negres peó · e7 negres peó · f7 negres peó · g7 negres peó · h7 negres peó · a6 negres peó · d6 negres peó · f6 negres cavall · d4 blanques cavall · e4 blanques peó · f4 blanques peó · c3 blanques cavall · a2 blanques peó · b2 blanques peó · c2 blanques peó · g2 blanques peó · h2 blanques peó · a1 blanques torre · c1 blanques alfil · d1 blanques dama · e1 blanques rei · f1 blanques alfil · h1 blanques torre | 7 |
| 6 | a8 negres torre · b8 negres cavall · c8 negres alfil · d8 negres dama · e8 negres rei · f8 negres alfil · h8 negres torre · b7 negres peó · e7 negres peó · f7 negres peó · g7 negres peó · h7 negres peó · a6 negres peó · d6 negres peó · f6 negres cavall · d4 blanques cavall · e4 blanques peó · f4 blanques peó · c3 blanques cavall · a2 blanques peó · b2 blanques peó · c2 blanques peó · g2 blanques peó · h2 blanques peó · a1 blanques torre · c1 blanques alfil · d1 blanques dama · e1 blanques rei · f1 blanques alfil · h1 blanques torre | a8 negres torre · b8 negres cavall · c8 negres alfil · d8 negres dama · e8 negres rei · f8 negres alfil · h8 negres torre · b7 negres peó · e7 negres peó · f7 negres peó · g7 negres peó · h7 negres peó · a6 negres peó · d6 negres peó · f6 negres cavall · d4 blanques cavall · e4 blanques peó · f4 blanques peó · c3 blanques cavall · a2 blanques peó · b2 blanques peó · c2 blanques peó · g2 blanques peó · h2 blanques peó · a1 blanques torre · c1 blanques alfil · d1 blanques dama · e1 blanques rei · f1 blanques alfil · h1 blanques torre | a8 negres torre · b8 negres cavall · c8 negres alfil · d8 negres dama · e8 negres rei · f8 negres alfil · h8 negres torre · b7 negres peó · e7 negres peó · f7 negres peó · g7 negres peó · h7 negres peó · a6 negres peó · d6 negres peó · f6 negres cavall · d4 blanques cavall · e4 blanques peó · f4 blanques peó · c3 blanques cavall · a2 blanques peó · b2 blanques peó · c2 blanques peó · g2 blanques peó · h2 blanques peó · a1 blanques torre · c1 blanques alfil · d1 blanques dama · e1 blanques rei · f1 blanques alfil · h1 blanques torre | a8 negres torre · b8 negres cavall · c8 negres alfil · d8 negres dama · e8 negres rei · f8 negres alfil · h8 negres torre · b7 negres peó · e7 negres peó · f7 negres peó · g7 negres peó · h7 negres peó · a6 negres peó · d6 negres peó · f6 negres cavall · d4 blanques cavall · e4 blanques peó · f4 blanques peó · c3 blanques cavall · a2 blanques peó · b2 blanques peó · c2 blanques peó · g2 blanques peó · h2 blanques peó · a1 blanques torre · c1 blanques alfil · d1 blanques dama · e1 blanques rei · f1 blanques alfil · h1 blanques torre | a8 negres torre · b8 negres cavall · c8 negres alfil · d8 negres dama · e8 negres rei · f8 negres alfil · h8 negres torre · b7 negres peó · e7 negres peó · f7 negres peó · g7 negres peó · h7 negres peó · a6 negres peó · d6 negres peó · f6 negres cavall · d4 blanques cavall · e4 blanques peó · f4 blanques peó · c3 blanques cavall · a2 blanques peó · b2 blanques peó · c2 blanques peó · g2 blanques peó · h2 blanques peó · a1 blanques torre · c1 blanques alfil · d1 blanques dama · e1 blanques rei · f1 blanques alfil · h1 blanques torre | a8 negres torre · b8 negres cavall · c8 negres alfil · d8 negres dama · e8 negres rei · f8 negres alfil · h8 negres torre · b7 negres peó · e7 negres peó · f7 negres peó · g7 negres peó · h7 negres peó · a6 negres peó · d6 negres peó · f6 negres cavall · d4 blanques cavall · e4 blanques peó · f4 blanques peó · c3 blanques cavall · a2 blanques peó · b2 blanques peó · c2 blanques peó · g2 blanques peó · h2 blanques peó · a1 blanques torre · c1 blanques alfil · d1 blanques dama · e1 blanques rei · f1 blanques alfil · h1 blanques torre | a8 negres torre · b8 negres cavall · c8 negres alfil · d8 negres dama · e8 negres rei · f8 negres alfil · h8 negres torre · b7 negres peó · e7 negres peó · f7 negres peó · g7 negres peó · h7 negres peó · a6 negres peó · d6 negres peó · f6 negres cavall · d4 blanques cavall · e4 blanques peó · f4 blanques peó · c3 blanques cavall · a2 blanques peó · b2 blanques peó · c2 blanques peó · g2 blanques peó · h2 blanques peó · a1 blanques torre · c1 blanques alfil · d1 blanques dama · e1 blanques rei · f1 blanques alfil · h1 blanques torre | a8 negres torre · b8 negres cavall · c8 negres alfil · d8 negres dama · e8 negres rei · f8 negres alfil · h8 negres torre · b7 negres peó · e7 negres peó · f7 negres peó · g7 negres peó · h7 negres peó · a6 negres peó · d6 negres peó · f6 negres cavall · d4 blanques cavall · e4 blanques peó · f4 blanques peó · c3 blanques cavall · a2 blanques peó · b2 blanques peó · c2 blanques peó · g2 blanques peó · h2 blanques peó · a1 blanques torre · c1 blanques alfil · d1 blanques dama · e1 blanques rei · f1 blanques alfil · h1 blanques torre | 6 |
| 5 | a8 negres torre · b8 negres cavall · c8 negres alfil · d8 negres dama · e8 negres rei · f8 negres alfil · h8 negres torre · b7 negres peó · e7 negres peó · f7 negres peó · g7 negres peó · h7 negres peó · a6 negres peó · d6 negres peó · f6 negres cavall · d4 blanques cavall · e4 blanques peó · f4 blanques peó · c3 blanques cavall · a2 blanques peó · b2 blanques peó · c2 blanques peó · g2 blanques peó · h2 blanques peó · a1 blanques torre · c1 blanques alfil · d1 blanques dama · e1 blanques rei · f1 blanques alfil · h1 blanques torre | a8 negres torre · b8 negres cavall · c8 negres alfil · d8 negres dama · e8 negres rei · f8 negres alfil · h8 negres torre · b7 negres peó · e7 negres peó · f7 negres peó · g7 negres peó · h7 negres peó · a6 negres peó · d6 negres peó · f6 negres cavall · d4 blanques cavall · e4 blanques peó · f4 blanques peó · c3 blanques cavall · a2 blanques peó · b2 blanques peó · c2 blanques peó · g2 blanques peó · h2 blanques peó · a1 blanques torre · c1 blanques alfil · d1 blanques dama · e1 blanques rei · f1 blanques alfil · h1 blanques torre | a8 negres torre · b8 negres cavall · c8 negres alfil · d8 negres dama · e8 negres rei · f8 negres alfil · h8 negres torre · b7 negres peó · e7 negres peó · f7 negres peó · g7 negres peó · h7 negres peó · a6 negres peó · d6 negres peó · f6 negres cavall · d4 blanques cavall · e4 blanques peó · f4 blanques peó · c3 blanques cavall · a2 blanques peó · b2 blanques peó · c2 blanques peó · g2 blanques peó · h2 blanques peó · a1 blanques torre · c1 blanques alfil · d1 blanques dama · e1 blanques rei · f1 blanques alfil · h1 blanques torre | a8 negres torre · b8 negres cavall · c8 negres alfil · d8 negres dama · e8 negres rei · f8 negres alfil · h8 negres torre · b7 negres peó · e7 negres peó · f7 negres peó · g7 negres peó · h7 negres peó · a6 negres peó · d6 negres peó · f6 negres cavall · d4 blanques cavall · e4 blanques peó · f4 blanques peó · c3 blanques cavall · a2 blanques peó · b2 blanques peó · c2 blanques peó · g2 blanques peó · h2 blanques peó · a1 blanques torre · c1 blanques alfil · d1 blanques dama · e1 blanques rei · f1 blanques alfil · h1 blanques torre | a8 negres torre · b8 negres cavall · c8 negres alfil · d8 negres dama · e8 negres rei · f8 negres alfil · h8 negres torre · b7 negres peó · e7 negres peó · f7 negres peó · g7 negres peó · h7 negres peó · a6 negres peó · d6 negres peó · f6 negres cavall · d4 blanques cavall · e4 blanques peó · f4 blanques peó · c3 blanques cavall · a2 blanques peó · b2 blanques peó · c2 blanques peó · g2 blanques peó · h2 blanques peó · a1 blanques torre · c1 blanques alfil · d1 blanques dama · e1 blanques rei · f1 blanques alfil · h1 blanques torre | a8 negres torre · b8 negres cavall · c8 negres alfil · d8 negres dama · e8 negres rei · f8 negres alfil · h8 negres torre · b7 negres peó · e7 negres peó · f7 negres peó · g7 negres peó · h7 negres peó · a6 negres peó · d6 negres peó · f6 negres cavall · d4 blanques cavall · e4 blanques peó · f4 blanques peó · c3 blanques cavall · a2 blanques peó · b2 blanques peó · c2 blanques peó · g2 blanques peó · h2 blanques peó · a1 blanques torre · c1 blanques alfil · d1 blanques dama · e1 blanques rei · f1 blanques alfil · h1 blanques torre | a8 negres torre · b8 negres cavall · c8 negres alfil · d8 negres dama · e8 negres rei · f8 negres alfil · h8 negres torre · b7 negres peó · e7 negres peó · f7 negres peó · g7 negres peó · h7 negres peó · a6 negres peó · d6 negres peó · f6 negres cavall · d4 blanques cavall · e4 blanques peó · f4 blanques peó · c3 blanques cavall · a2 blanques peó · b2 blanques peó · c2 blanques peó · g2 blanques peó · h2 blanques peó · a1 blanques torre · c1 blanques alfil · d1 blanques dama · e1 blanques rei · f1 blanques alfil · h1 blanques torre | a8 negres torre · b8 negres cavall · c8 negres alfil · d8 negres dama · e8 negres rei · f8 negres alfil · h8 negres torre · b7 negres peó · e7 negres peó · f7 negres peó · g7 negres peó · h7 negres peó · a6 negres peó · d6 negres peó · f6 negres cavall · d4 blanques cavall · e4 blanques peó · f4 blanques peó · c3 blanques cavall · a2 blanques peó · b2 blanques peó · c2 blanques peó · g2 blanques peó · h2 blanques peó · a1 blanques torre · c1 blanques alfil · d1 blanques dama · e1 blanques rei · f1 blanques alfil · h1 blanques torre | 5 |
| 4 | a8 negres torre · b8 negres cavall · c8 negres alfil · d8 negres dama · e8 negres rei · f8 negres alfil · h8 negres torre · b7 negres peó · e7 negres peó · f7 negres peó · g7 negres peó · h7 negres peó · a6 negres peó · d6 negres peó · f6 negres cavall · d4 blanques cavall · e4 blanques peó · f4 blanques peó · c3 blanques cavall · a2 blanques peó · b2 blanques peó · c2 blanques peó · g2 blanques peó · h2 blanques peó · a1 blanques torre · c1 blanques alfil · d1 blanques dama · e1 blanques rei · f1 blanques alfil · h1 blanques torre | a8 negres torre · b8 negres cavall · c8 negres alfil · d8 negres dama · e8 negres rei · f8 negres alfil · h8 negres torre · b7 negres peó · e7 negres peó · f7 negres peó · g7 negres peó · h7 negres peó · a6 negres peó · d6 negres peó · f6 negres cavall · d4 blanques cavall · e4 blanques peó · f4 blanques peó · c3 blanques cavall · a2 blanques peó · b2 blanques peó · c2 blanques peó · g2 blanques peó · h2 blanques peó · a1 blanques torre · c1 blanques alfil · d1 blanques dama · e1 blanques rei · f1 blanques alfil · h1 blanques torre | a8 negres torre · b8 negres cavall · c8 negres alfil · d8 negres dama · e8 negres rei · f8 negres alfil · h8 negres torre · b7 negres peó · e7 negres peó · f7 negres peó · g7 negres peó · h7 negres peó · a6 negres peó · d6 negres peó · f6 negres cavall · d4 blanques cavall · e4 blanques peó · f4 blanques peó · c3 blanques cavall · a2 blanques peó · b2 blanques peó · c2 blanques peó · g2 blanques peó · h2 blanques peó · a1 blanques torre · c1 blanques alfil · d1 blanques dama · e1 blanques rei · f1 blanques alfil · h1 blanques torre | a8 negres torre · b8 negres cavall · c8 negres alfil · d8 negres dama · e8 negres rei · f8 negres alfil · h8 negres torre · b7 negres peó · e7 negres peó · f7 negres peó · g7 negres peó · h7 negres peó · a6 negres peó · d6 negres peó · f6 negres cavall · d4 blanques cavall · e4 blanques peó · f4 blanques peó · c3 blanques cavall · a2 blanques peó · b2 blanques peó · c2 blanques peó · g2 blanques peó · h2 blanques peó · a1 blanques torre · c1 blanques alfil · d1 blanques dama · e1 blanques rei · f1 blanques alfil · h1 blanques torre | a8 negres torre · b8 negres cavall · c8 negres alfil · d8 negres dama · e8 negres rei · f8 negres alfil · h8 negres torre · b7 negres peó · e7 negres peó · f7 negres peó · g7 negres peó · h7 negres peó · a6 negres peó · d6 negres peó · f6 negres cavall · d4 blanques cavall · e4 blanques peó · f4 blanques peó · c3 blanques cavall · a2 blanques peó · b2 blanques peó · c2 blanques peó · g2 blanques peó · h2 blanques peó · a1 blanques torre · c1 blanques alfil · d1 blanques dama · e1 blanques rei · f1 blanques alfil · h1 blanques torre | a8 negres torre · b8 negres cavall · c8 negres alfil · d8 negres dama · e8 negres rei · f8 negres alfil · h8 negres torre · b7 negres peó · e7 negres peó · f7 negres peó · g7 negres peó · h7 negres peó · a6 negres peó · d6 negres peó · f6 negres cavall · d4 blanques cavall · e4 blanques peó · f4 blanques peó · c3 blanques cavall · a2 blanques peó · b2 blanques peó · c2 blanques peó · g2 blanques peó · h2 blanques peó · a1 blanques torre · c1 blanques alfil · d1 blanques dama · e1 blanques rei · f1 blanques alfil · h1 blanques torre | a8 negres torre · b8 negres cavall · c8 negres alfil · d8 negres dama · e8 negres rei · f8 negres alfil · h8 negres torre · b7 negres peó · e7 negres peó · f7 negres peó · g7 negres peó · h7 negres peó · a6 negres peó · d6 negres peó · f6 negres cavall · d4 blanques cavall · e4 blanques peó · f4 blanques peó · c3 blanques cavall · a2 blanques peó · b2 blanques peó · c2 blanques peó · g2 blanques peó · h2 blanques peó · a1 blanques torre · c1 blanques alfil · d1 blanques dama · e1 blanques rei · f1 blanques alfil · h1 blanques torre | a8 negres torre · b8 negres cavall · c8 negres alfil · d8 negres dama · e8 negres rei · f8 negres alfil · h8 negres torre · b7 negres peó · e7 negres peó · f7 negres peó · g7 negres peó · h7 negres peó · a6 negres peó · d6 negres peó · f6 negres cavall · d4 blanques cavall · e4 blanques peó · f4 blanques peó · c3 blanques cavall · a2 blanques peó · b2 blanques peó · c2 blanques peó · g2 blanques peó · h2 blanques peó · a1 blanques torre · c1 blanques alfil · d1 blanques dama · e1 blanques rei · f1 blanques alfil · h1 blanques torre | 4 |
| 3 | a8 negres torre · b8 negres cavall · c8 negres alfil · d8 negres dama · e8 negres rei · f8 negres alfil · h8 negres torre · b7 negres peó · e7 negres peó · f7 negres peó · g7 negres peó · h7 negres peó · a6 negres peó · d6 negres peó · f6 negres cavall · d4 blanques cavall · e4 blanques peó · f4 blanques peó · c3 blanques cavall · a2 blanques peó · b2 blanques peó · c2 blanques peó · g2 blanques peó · h2 blanques peó · a1 blanques torre · c1 blanques alfil · d1 blanques dama · e1 blanques rei · f1 blanques alfil · h1 blanques torre | a8 negres torre · b8 negres cavall · c8 negres alfil · d8 negres dama · e8 negres rei · f8 negres alfil · h8 negres torre · b7 negres peó · e7 negres peó · f7 negres peó · g7 negres peó · h7 negres peó · a6 negres peó · d6 negres peó · f6 negres cavall · d4 blanques cavall · e4 blanques peó · f4 blanques peó · c3 blanques cavall · a2 blanques peó · b2 blanques peó · c2 blanques peó · g2 blanques peó · h2 blanques peó · a1 blanques torre · c1 blanques alfil · d1 blanques dama · e1 blanques rei · f1 blanques alfil · h1 blanques torre | a8 negres torre · b8 negres cavall · c8 negres alfil · d8 negres dama · e8 negres rei · f8 negres alfil · h8 negres torre · b7 negres peó · e7 negres peó · f7 negres peó · g7 negres peó · h7 negres peó · a6 negres peó · d6 negres peó · f6 negres cavall · d4 blanques cavall · e4 blanques peó · f4 blanques peó · c3 blanques cavall · a2 blanques peó · b2 blanques peó · c2 blanques peó · g2 blanques peó · h2 blanques peó · a1 blanques torre · c1 blanques alfil · d1 blanques dama · e1 blanques rei · f1 blanques alfil · h1 blanques torre | a8 negres torre · b8 negres cavall · c8 negres alfil · d8 negres dama · e8 negres rei · f8 negres alfil · h8 negres torre · b7 negres peó · e7 negres peó · f7 negres peó · g7 negres peó · h7 negres peó · a6 negres peó · d6 negres peó · f6 negres cavall · d4 blanques cavall · e4 blanques peó · f4 blanques peó · c3 blanques cavall · a2 blanques peó · b2 blanques peó · c2 blanques peó · g2 blanques peó · h2 blanques peó · a1 blanques torre · c1 blanques alfil · d1 blanques dama · e1 blanques rei · f1 blanques alfil · h1 blanques torre | a8 negres torre · b8 negres cavall · c8 negres alfil · d8 negres dama · e8 negres rei · f8 negres alfil · h8 negres torre · b7 negres peó · e7 negres peó · f7 negres peó · g7 negres peó · h7 negres peó · a6 negres peó · d6 negres peó · f6 negres cavall · d4 blanques cavall · e4 blanques peó · f4 blanques peó · c3 blanques cavall · a2 blanques peó · b2 blanques peó · c2 blanques peó · g2 blanques peó · h2 blanques peó · a1 blanques torre · c1 blanques alfil · d1 blanques dama · e1 blanques rei · f1 blanques alfil · h1 blanques torre | a8 negres torre · b8 negres cavall · c8 negres alfil · d8 negres dama · e8 negres rei · f8 negres alfil · h8 negres torre · b7 negres peó · e7 negres peó · f7 negres peó · g7 negres peó · h7 negres peó · a6 negres peó · d6 negres peó · f6 negres cavall · d4 blanques cavall · e4 blanques peó · f4 blanques peó · c3 blanques cavall · a2 blanques peó · b2 blanques peó · c2 blanques peó · g2 blanques peó · h2 blanques peó · a1 blanques torre · c1 blanques alfil · d1 blanques dama · e1 blanques rei · f1 blanques alfil · h1 blanques torre | a8 negres torre · b8 negres cavall · c8 negres alfil · d8 negres dama · e8 negres rei · f8 negres alfil · h8 negres torre · b7 negres peó · e7 negres peó · f7 negres peó · g7 negres peó · h7 negres peó · a6 negres peó · d6 negres peó · f6 negres cavall · d4 blanques cavall · e4 blanques peó · f4 blanques peó · c3 blanques cavall · a2 blanques peó · b2 blanques peó · c2 blanques peó · g2 blanques peó · h2 blanques peó · a1 blanques torre · c1 blanques alfil · d1 blanques dama · e1 blanques rei · f1 blanques alfil · h1 blanques torre | a8 negres torre · b8 negres cavall · c8 negres alfil · d8 negres dama · e8 negres rei · f8 negres alfil · h8 negres torre · b7 negres peó · e7 negres peó · f7 negres peó · g7 negres peó · h7 negres peó · a6 negres peó · d6 negres peó · f6 negres cavall · d4 blanques cavall · e4 blanques peó · f4 blanques peó · c3 blanques cavall · a2 blanques peó · b2 blanques peó · c2 blanques peó · g2 blanques peó · h2 blanques peó · a1 blanques torre · c1 blanques alfil · d1 blanques dama · e1 blanques rei · f1 blanques alfil · h1 blanques torre | 3 |
| 2 | a8 negres torre · b8 negres cavall · c8 negres alfil · d8 negres dama · e8 negres rei · f8 negres alfil · h8 negres torre · b7 negres peó · e7 negres peó · f7 negres peó · g7 negres peó · h7 negres peó · a6 negres peó · d6 negres peó · f6 negres cavall · d4 blanques cavall · e4 blanques peó · f4 blanques peó · c3 blanques cavall · a2 blanques peó · b2 blanques peó · c2 blanques peó · g2 blanques peó · h2 blanques peó · a1 blanques torre · c1 blanques alfil · d1 blanques dama · e1 blanques rei · f1 blanques alfil · h1 blanques torre | a8 negres torre · b8 negres cavall · c8 negres alfil · d8 negres dama · e8 negres rei · f8 negres alfil · h8 negres torre · b7 negres peó · e7 negres peó · f7 negres peó · g7 negres peó · h7 negres peó · a6 negres peó · d6 negres peó · f6 negres cavall · d4 blanques cavall · e4 blanques peó · f4 blanques peó · c3 blanques cavall · a2 blanques peó · b2 blanques peó · c2 blanques peó · g2 blanques peó · h2 blanques peó · a1 blanques torre · c1 blanques alfil · d1 blanques dama · e1 blanques rei · f1 blanques alfil · h1 blanques torre | a8 negres torre · b8 negres cavall · c8 negres alfil · d8 negres dama · e8 negres rei · f8 negres alfil · h8 negres torre · b7 negres peó · e7 negres peó · f7 negres peó · g7 negres peó · h7 negres peó · a6 negres peó · d6 negres peó · f6 negres cavall · d4 blanques cavall · e4 blanques peó · f4 blanques peó · c3 blanques cavall · a2 blanques peó · b2 blanques peó · c2 blanques peó · g2 blanques peó · h2 blanques peó · a1 blanques torre · c1 blanques alfil · d1 blanques dama · e1 blanques rei · f1 blanques alfil · h1 blanques torre | a8 negres torre · b8 negres cavall · c8 negres alfil · d8 negres dama · e8 negres rei · f8 negres alfil · h8 negres torre · b7 negres peó · e7 negres peó · f7 negres peó · g7 negres peó · h7 negres peó · a6 negres peó · d6 negres peó · f6 negres cavall · d4 blanques cavall · e4 blanques peó · f4 blanques peó · c3 blanques cavall · a2 blanques peó · b2 blanques peó · c2 blanques peó · g2 blanques peó · h2 blanques peó · a1 blanques torre · c1 blanques alfil · d1 blanques dama · e1 blanques rei · f1 blanques alfil · h1 blanques torre | a8 negres torre · b8 negres cavall · c8 negres alfil · d8 negres dama · e8 negres rei · f8 negres alfil · h8 negres torre · b7 negres peó · e7 negres peó · f7 negres peó · g7 negres peó · h7 negres peó · a6 negres peó · d6 negres peó · f6 negres cavall · d4 blanques cavall · e4 blanques peó · f4 blanques peó · c3 blanques cavall · a2 blanques peó · b2 blanques peó · c2 blanques peó · g2 blanques peó · h2 blanques peó · a1 blanques torre · c1 blanques alfil · d1 blanques dama · e1 blanques rei · f1 blanques alfil · h1 blanques torre | a8 negres torre · b8 negres cavall · c8 negres alfil · d8 negres dama · e8 negres rei · f8 negres alfil · h8 negres torre · b7 negres peó · e7 negres peó · f7 negres peó · g7 negres peó · h7 negres peó · a6 negres peó · d6 negres peó · f6 negres cavall · d4 blanques cavall · e4 blanques peó · f4 blanques peó · c3 blanques cavall · a2 blanques peó · b2 blanques peó · c2 blanques peó · g2 blanques peó · h2 blanques peó · a1 blanques torre · c1 blanques alfil · d1 blanques dama · e1 blanques rei · f1 blanques alfil · h1 blanques torre | a8 negres torre · b8 negres cavall · c8 negres alfil · d8 negres dama · e8 negres rei · f8 negres alfil · h8 negres torre · b7 negres peó · e7 negres peó · f7 negres peó · g7 negres peó · h7 negres peó · a6 negres peó · d6 negres peó · f6 negres cavall · d4 blanques cavall · e4 blanques peó · f4 blanques peó · c3 blanques cavall · a2 blanques peó · b2 blanques peó · c2 blanques peó · g2 blanques peó · h2 blanques peó · a1 blanques torre · c1 blanques alfil · d1 blanques dama · e1 blanques rei · f1 blanques alfil · h1 blanques torre | a8 negres torre · b8 negres cavall · c8 negres alfil · d8 negres dama · e8 negres rei · f8 negres alfil · h8 negres torre · b7 negres peó · e7 negres peó · f7 negres peó · g7 negres peó · h7 negres peó · a6 negres peó · d6 negres peó · f6 negres cavall · d4 blanques cavall · e4 blanques peó · f4 blanques peó · c3 blanques cavall · a2 blanques peó · b2 blanques peó · c2 blanques peó · g2 blanques peó · h2 blanques peó · a1 blanques torre · c1 blanques alfil · d1 blanques dama · e1 blanques rei · f1 blanques alfil · h1 blanques torre | 2 |
| 1 | a8 negres torre · b8 negres cavall · c8 negres alfil · d8 negres dama · e8 negres rei · f8 negres alfil · h8 negres torre · b7 negres peó · e7 negres peó · f7 negres peó · g7 negres peó · h7 negres peó · a6 negres peó · d6 negres peó · f6 negres cavall · d4 blanques cavall · e4 blanques peó · f4 blanques peó · c3 blanques cavall · a2 blanques peó · b2 blanques peó · c2 blanques peó · g2 blanques peó · h2 blanques peó · a1 blanques torre · c1 blanques alfil · d1 blanques dama · e1 blanques rei · f1 blanques alfil · h1 blanques torre | a8 negres torre · b8 negres cavall · c8 negres alfil · d8 negres dama · e8 negres rei · f8 negres alfil · h8 negres torre · b7 negres peó · e7 negres peó · f7 negres peó · g7 negres peó · h7 negres peó · a6 negres peó · d6 negres peó · f6 negres cavall · d4 blanques cavall · e4 blanques peó · f4 blanques peó · c3 blanques cavall · a2 blanques peó · b2 blanques peó · c2 blanques peó · g2 blanques peó · h2 blanques peó · a1 blanques torre · c1 blanques alfil · d1 blanques dama · e1 blanques rei · f1 blanques alfil · h1 blanques torre | a8 negres torre · b8 negres cavall · c8 negres alfil · d8 negres dama · e8 negres rei · f8 negres alfil · h8 negres torre · b7 negres peó · e7 negres peó · f7 negres peó · g7 negres peó · h7 negres peó · a6 negres peó · d6 negres peó · f6 negres cavall · d4 blanques cavall · e4 blanques peó · f4 blanques peó · c3 blanques cavall · a2 blanques peó · b2 blanques peó · c2 blanques peó · g2 blanques peó · h2 blanques peó · a1 blanques torre · c1 blanques alfil · d1 blanques dama · e1 blanques rei · f1 blanques alfil · h1 blanques torre | a8 negres torre · b8 negres cavall · c8 negres alfil · d8 negres dama · e8 negres rei · f8 negres alfil · h8 negres torre · b7 negres peó · e7 negres peó · f7 negres peó · g7 negres peó · h7 negres peó · a6 negres peó · d6 negres peó · f6 negres cavall · d4 blanques cavall · e4 blanques peó · f4 blanques peó · c3 blanques cavall · a2 blanques peó · b2 blanques peó · c2 blanques peó · g2 blanques peó · h2 blanques peó · a1 blanques torre · c1 blanques alfil · d1 blanques dama · e1 blanques rei · f1 blanques alfil · h1 blanques torre | a8 negres torre · b8 negres cavall · c8 negres alfil · d8 negres dama · e8 negres rei · f8 negres alfil · h8 negres torre · b7 negres peó · e7 negres peó · f7 negres peó · g7 negres peó · h7 negres peó · a6 negres peó · d6 negres peó · f6 negres cavall · d4 blanques cavall · e4 blanques peó · f4 blanques peó · c3 blanques cavall · a2 blanques peó · b2 blanques peó · c2 blanques peó · g2 blanques peó · h2 blanques peó · a1 blanques torre · c1 blanques alfil · d1 blanques dama · e1 blanques rei · f1 blanques alfil · h1 blanques torre | a8 negres torre · b8 negres cavall · c8 negres alfil · d8 negres dama · e8 negres rei · f8 negres alfil · h8 negres torre · b7 negres peó · e7 negres peó · f7 negres peó · g7 negres peó · h7 negres peó · a6 negres peó · d6 negres peó · f6 negres cavall · d4 blanques cavall · e4 blanques peó · f4 blanques peó · c3 blanques cavall · a2 blanques peó · b2 blanques peó · c2 blanques peó · g2 blanques peó · h2 blanques peó · a1 blanques torre · c1 blanques alfil · d1 blanques dama · e1 blanques rei · f1 blanques alfil · h1 blanques torre | a8 negres torre · b8 negres cavall · c8 negres alfil · d8 negres dama · e8 negres rei · f8 negres alfil · h8 negres torre · b7 negres peó · e7 negres peó · f7 negres peó · g7 negres peó · h7 negres peó · a6 negres peó · d6 negres peó · f6 negres cavall · d4 blanques cavall · e4 blanques peó · f4 blanques peó · c3 blanques cavall · a2 blanques peó · b2 blanques peó · c2 blanques peó · g2 blanques peó · h2 blanques peó · a1 blanques torre · c1 blanques alfil · d1 blanques dama · e1 blanques rei · f1 blanques alfil · h1 blanques torre | a8 negres torre · b8 negres cavall · c8 negres alfil · d8 negres dama · e8 negres rei · f8 negres alfil · h8 negres torre · b7 negres peó · e7 negres peó · f7 negres peó · g7 negres peó · h7 negres peó · a6 negres peó · d6 negres peó · f6 negres cavall · d4 blanques cavall · e4 blanques peó · f4 blanques peó · c3 blanques cavall · a2 blanques peó · b2 blanques peó · c2 blanques peó · g2 blanques peó · h2 blanques peó · a1 blanques torre · c1 blanques alfil · d1 blanques dama · e1 blanques rei · f1 blanques alfil · h1 blanques torre | 1 |
|   | a | b | c | d | e | f | g | h |   |

Algunes línies inclouen:
6...e5 7.Cf3 Cbd7 8.a4 Ae7 9.Ad3 0-0
6...Dc7 7.Ad3
6...e6 7.Ae2
El Gran Mestre Daniel King va recomanar 6...g6 contra la variant Amsterdam, portant una estructura de peons més defensiva en el flanc de rei. La idea és contraatacar eventualment a la diagonal g1-a7 amb una jugada com Db6, prevenint que les blanques puguin enrocar. Un exemple podria ser 6...g6 7.Cf3 Ag7 8.a4 Cc6 (notar que 8...Cc6 és oposat a la Najdorf usual Cbd7, com c6 és una casella molt més flexible pel cavall amb la dama a b6) 9.Ad3 Db6.

### Altres sisenes jugades per les blanques
Al costat de les línies principals abans mencionades, les blanques tenen altres opcions: 6. f3, 6. g3 i 6. h3 (l'atac Adams) són menys conegudes, però també respostes respectuoses de la Najdorf. Moviments com 6. a4, 6. Ad3, 6. a3, 6. Cb3, 6. Tg1 (l'atac Petronic), 6. Df3, i 6. De2 són rarament jugades, però no són tan dolentes i solen usar-se per a sorpreses.